# Přibyslav
Přibyslav (německy Primislau) je město v okrese Havlíčkův Brod v Kraji Vysočina na řece Sázavě, 23 km severovýchodně od Jihlavy a 12 km jihovýchodně od Havlíčkova Brodu. Má přibližně 4 000 obyvatel a zahrnuje několik částí města – Českou Jablonnou, Keřkov, Dobrou, Dolní Jablonnou, Hřiště, Poříčí, Přibyslav, Ronov nad Sázavou a Utín. Je členem Svazku obcí Přibyslavska.
Název města se odvozuje od údajného zakladatele Přibyslava z Polné. Přibyslavská pahorkatina, v níž město leží, nebyla nejprve příliš osídlena a písemné zmínky o Přibyslavi pochází přibližně z poloviny 13. století. Přibyslav ve 13. století byla po Jihlavě druhým nejdůležitějším nalezištěm stříbra v českých zemích, těžba však byla poměrně brzy ukončena. V roce 1424 obklíčili město husité v čele s Janem Žižkou, který však poblíž nedaleké vsi dnes zvané Žižkovo Pole zemřel. Husité přesto město dobyli a vypálili. V pobělohorské době město spravovala knížata z Ditrichštejnu. Město postihla v té době řada katastrof a několikrát vyhořelo. Dnes je to klidné městečko s tradicí lehkého průmyslu, především potravinářského, textilního a dřevozpracujícího. Důležitým podnikem je Pribina (dnes TPK Přibyslav) vyrábějící mléčné produkty. Od roku 1898 je Přibyslav přístupná po železnici a je zde i veřejné letiště. K zajímavým pamětihodnostem patří barokní kostel Narození sv. Jana Křtitele s věží, Starý špitál či přibyslavský zámek.

## Název
Název „Přibyslav“ se zpravidla odvozuje od historických postav, které žily v době založení sídla či se na jeho založení přímo podílely. Dlouho byl za původce názvu považován údajný zakladatel, moravský velmož Přibyslav z Křižanova (zmiňuje se o něm například Antonín Profous ve svém díle Místní jména v Čechách). Novější prameny odvozují název spíše od osoby Přibyslava z Polné, který je znám svou kolonizační činností. Pojmenování města mělo tyto formy: Priemezlaves (1257), Primizlaus (1265), Primislaus (1272), Przemislabe (1283), Przibislaws (1307), Primizlaus (1314), Przymzlaus (1316), Primislauia (1329), Przibislaw (1405), Przibislauia (1412), Przibislaw (1542), Pržibyslav (1675), Pržibislaw (1720), Pržibislau (1838), Přimislau (Přibyslav) (1880) a současné Přibyslav. Samotné jméno vzniklo přivlastňovací příponou -jb z osobního jména Přibyslav a znamená tak například Přibyslavův dvůr či Přibyslavův hrad a podobně.

## Historie

### Nejstarší dějiny
Město se rozkládá v centrální části Českomoravské vrchoviny v klimaticky a geograficky poměrně nehostinné krajině, která proto v pravěkých dobách nebyla příliš osídlena. Archeologické nálezy z této doby jsou proto na Přibyslavsku vzácné a vypovídají o neexistenci sídliště trvalého typu. Ještě ve vrcholném středověku byla většina území pokryta hlubokým lesem přerušeným jen několika obchodními stezkami.

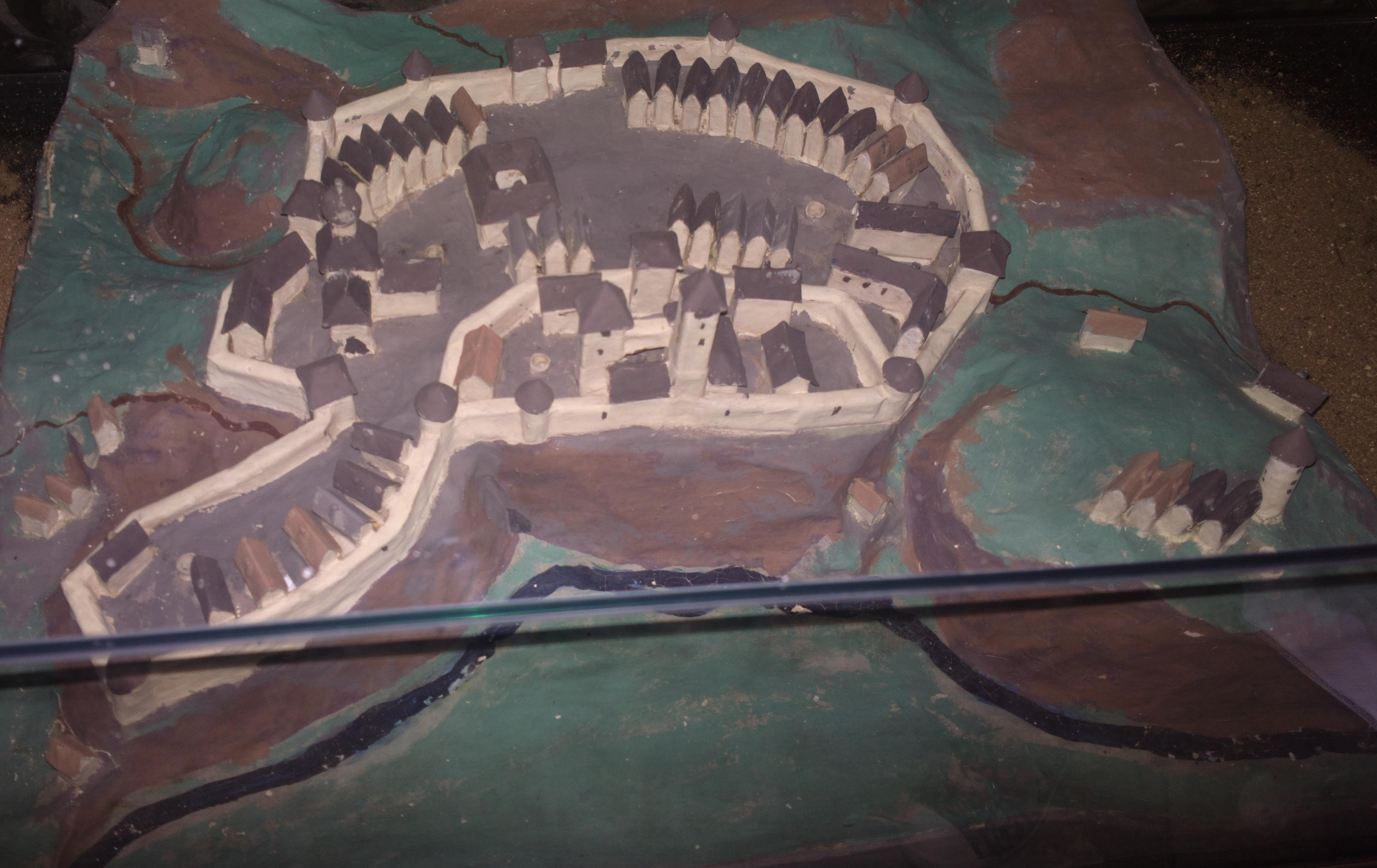
Model hradu a města Přibyslav v městském muzeu

První písemné zmínky pochází přibližně z poloviny 13. století. Některé starší spisy sice místo podobného názvu zmiňují, ale zřejmě se jedná spíše o moravskou obec Přibyslavice. V roce 1235 se v listině královny Konstancie objevuje výraz „Pribyzlaun“ a jako svědek je podepsán přibyslavský rychtář, což soudí o dobové existenci obecního uspořádání v Přibyslavi. První písemná zmínka se však např. podle ČSÚ datuje do roku 1257 a vztahuje se k listině Smila z Lichtenburka, v níž daruje desátky ze stříbrných dolů v okolí Přibyslavi třem cisterciáckým klášterům. Tato těžba souvisela s rozvojem hornictví na Jihlavsku. Falešné rukopisy se však snažily v minulosti klást založení města do vzdálenější historie. V roce 1889 byl zveřejněn nález tzv. Paměti přibyslavské, padělaného dokumentu, který založení města sestrou svatého Václava Přibyslavou klade do 10. století. Nepravost rukopisu prokázal již v roce 1908 Gustav Friedrich, dokument byl však podrobován rozsáhlému jazykovému i historickému zkoumání i v mnohem pozdější době.
Přibyslav a přilehlý region se již ve 13. století stala po Jihlavě druhým nejdůležitějším nalezištěm stříbra v českých zemích. Nejprve se však zřejmě jednalo o osadu kolem tehdejšího přibyslavského hradu a sídlo městského typu vzniklo zřejmě až v poslední třetině 13. století. Po smrti Smila z Lichtenburka získal Přibyslav jeho bratr Častolov, poté jeho syn Jindřich z Přibyslavi a na přelomu 13. a 14. století Jindřichův syn Hynek z Přibyslavi. Původně hornické město se však mění s tím, jak byla naleziště postupně vytěžena a horníci odchází na Kutnohorsko. Obyvatelé se přeorientovávají na zemědělství a řemesla. Ke konci 14. století se vlády na panství ujal Čeněk z Ronova, který později proslul loupežnými přepadeními sousedních měst.

### 15.–19. století

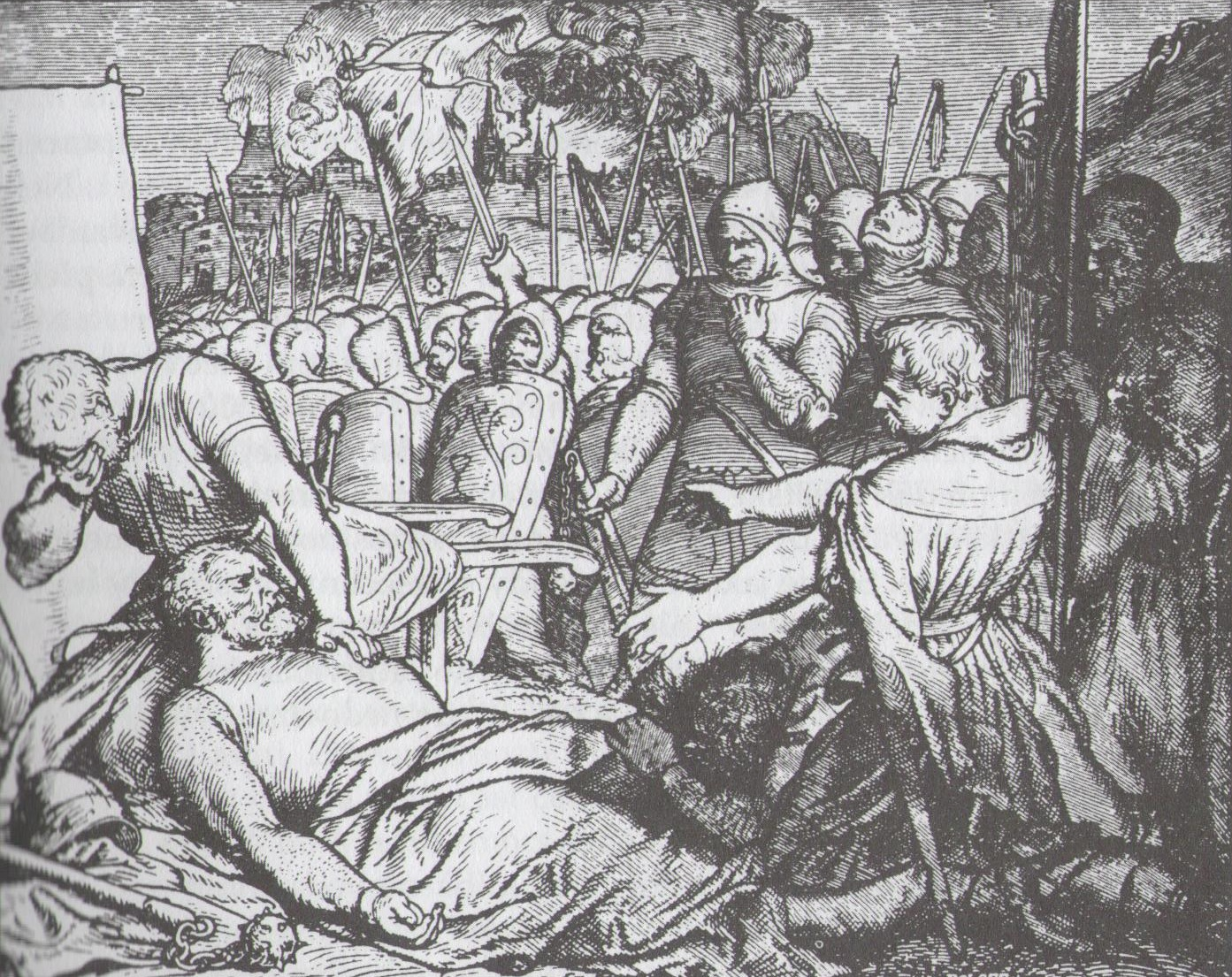
Smrt Jana Žižky u Přibyslavi ztvárněná Josefem Muchou

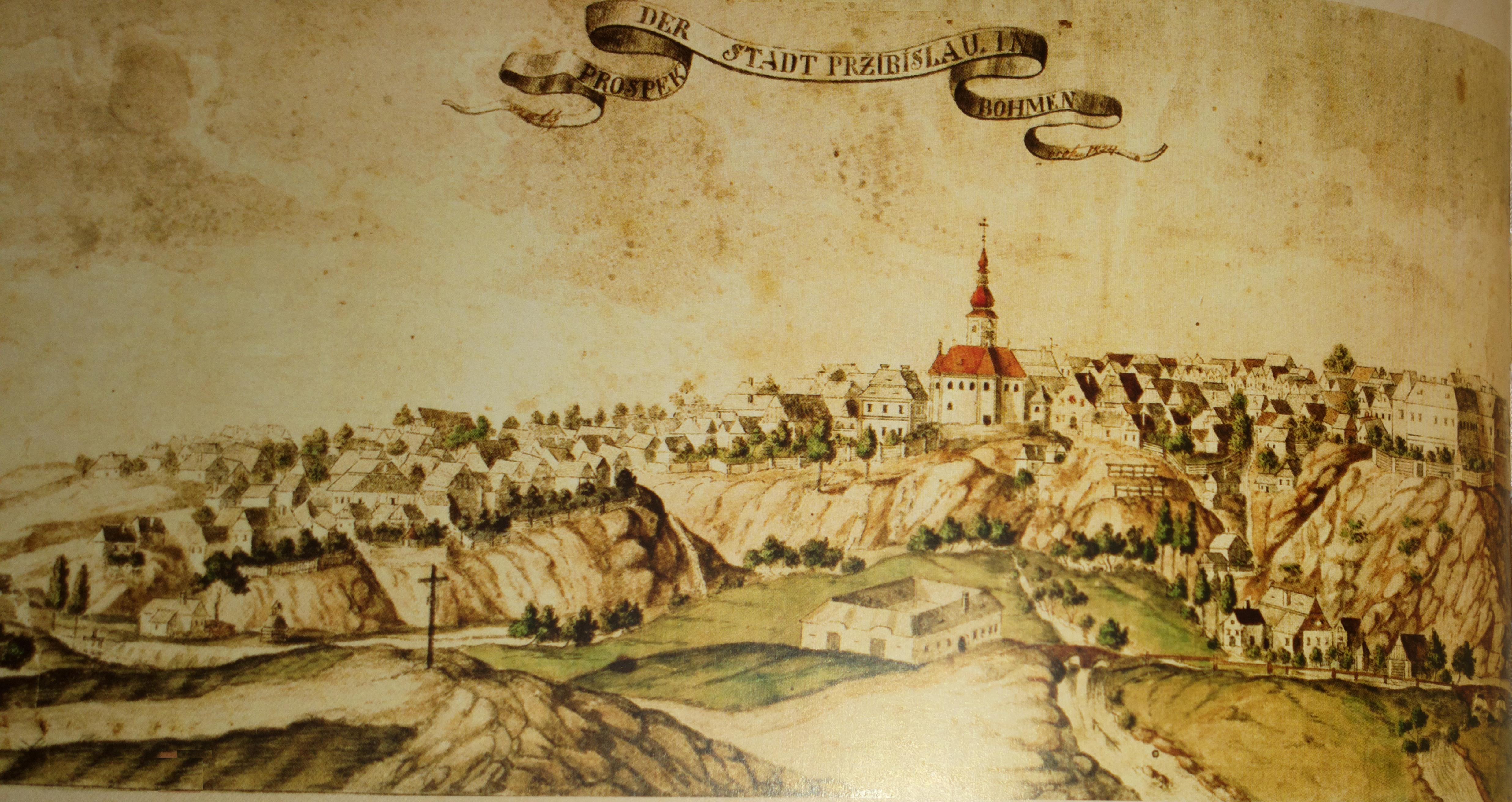
Nejstarší známé vyobrazení města Přibyslavi z roku 1824

Na začátku října 1424 přitáhli k městu husité v čele s Janem Žižkou. Utábořil se mezi Šenfeldem (dnešní Žižkovo Pole) a Hřišti a město obléhal. Sám Žižka však u vesnice Šenfeld 11. října téhož roku zemřel. Jeho bojovníci pak město dobyli, hrad vypálili a několik desítek obránců popravili upálením. Přibyslavský hrad pak husité (kteří si po smrti svého vůdce říkali Sirotci) používali jako opevněnou základnu pro výpady na Moravu. Moc nad městem ztratili až s koncem husitských válek po bitvě u Lipan. Hrad byl boji tak poničen, že v následujících desetiletích postupně zanikl. Panství bylo Ronovci přepuštěno jejich příbuznému Hynku Ptáčkovi z Pirkštejna z Polné, slavnému učiteli budoucího krále Jiřího z Poděbrad. Po smrti Hynka i jeho dcery spravoval panství syn Jiříka, Viktorín z Poděbrad. Ten však kvůli dluhům prodal město svému synovci Janu Bočkovi z Kunštátu a Bočkové panství spravovali až do roku 1515, kdy jej na čas převzal Mikuláš mladší Trčka z Lípy. Po bitvě u Moháče (1526) koupil polensko-přibyslavské panství Karel z Valdštejna, následně ho vyženil bohatý Zachariáš z Hradce. Ten si v Přibyslavi nechal postavit zámek. V roce 1597 získali město a jeho okolí Žejdlicové ze Šenfeldu.

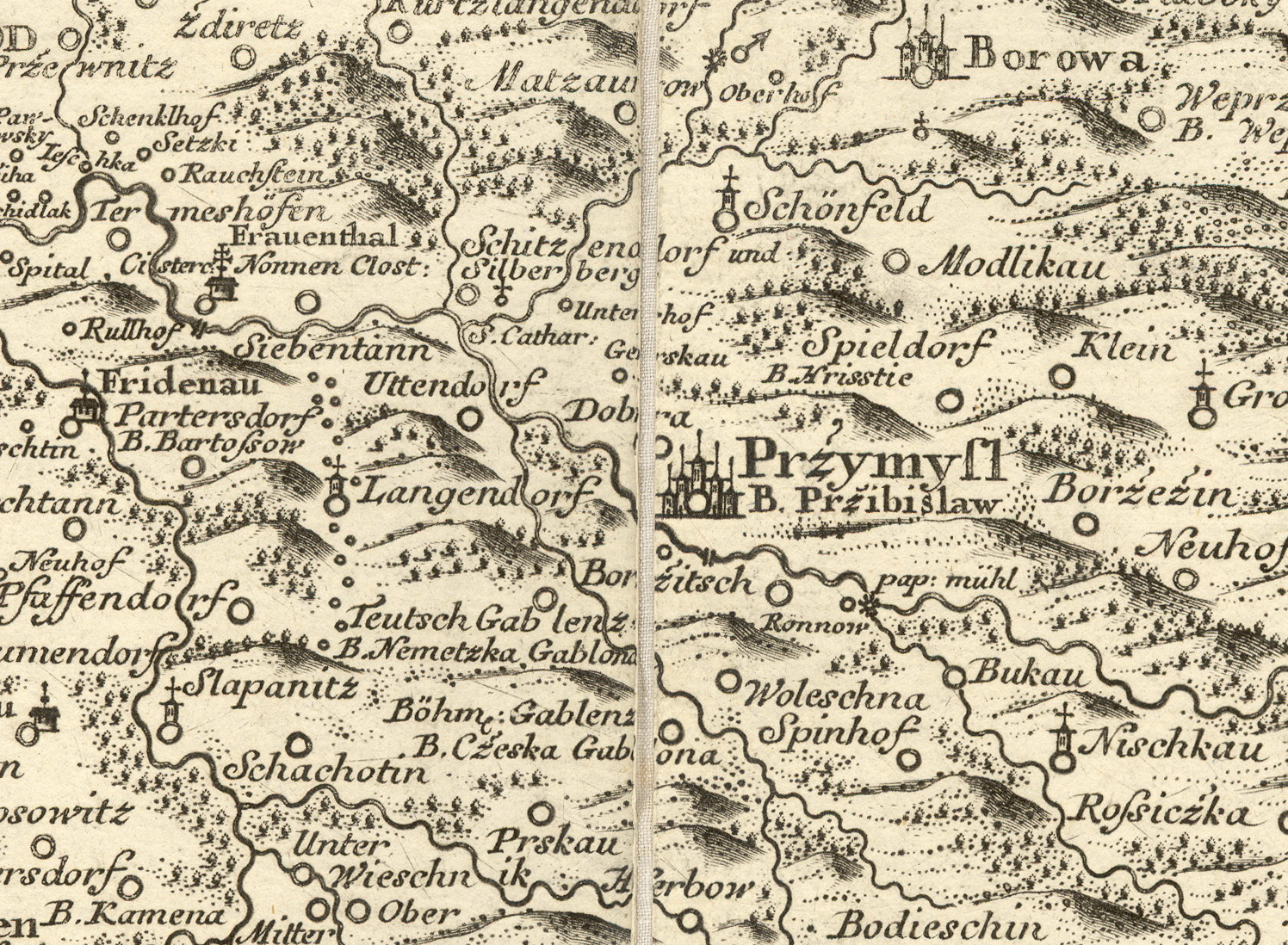
Přibyslav (Przymysl) na Müllerově mapě Čech z roku 1720

Během války mezi císařem a českými stavy obsadila císařská armáda a v pobělohorském období byl před soud postaven i majitel přibyslavského panství, Rudolf Žejdlic ze Šenfeldu. Majetky mu byly zkonfiskovány ve prospěch královské koruny a zemřel ve vězení. Panství bylo pod cenou prodáno kardinálovi Františkovi z Ditrichštejna a docházelo k násilné rekatolizaci poddanstva. V roce 1643 zasáhla do života města třicetiletá válka – město napadli Švédové a vyžádali si výpalné. V roce 1645 přesto v podstatě celé město vyhořelo. Po válce bylo město z velké části zdevastované. Město vlastnil kníže Maxmilián, poté František Josef z Ditrichštejna. Knížata z Ditrichštejnu vládla během valné části 17., 18. a 19. století, poslední Ditrichštejn zemřel až v roce 1864 a rod vymřel po meči.
V průběhu druhé poloviny 18. století postihlo Přibyslav několik pohrom. V roce 1766 zmrzla úroda a obyvatelé si tak na příští rok museli půjčit osivo. Hned následujícího roku (1767) začala hořet střecha domu v Zámecké ulici a za 15 minut od vypuknutí požáru shořelo více než 100 domů. Ve věži nad kostelem se tehdy roztavily tři malé zvony a shořela také nemocnice spolu se školou. Jen kostel požár vyjma střechy přečkal. Většině obyvatel shořel při požáru veškerý majetek a obec si tak musela půjčovat. Majitel panství Karel z Ditrichštejna daroval postiženým stavební materiál na obnovu poničených staveb. Během 70. let 18. století navíc postihl zemi velký hladomor a v roce 1775 shořelo při požáru dalších 44 domů. O padesát let později, v roce 1821, prošla Přibyslaví epidemie cholery a rok 1836 byl ve znamení vážné nákazy chřipky. Roku 1842 panovalo sucho, které vedlo k dalšímu požáru, jenž město postihl. Po vymření Ditrichštejnů převzala panství jedna z dědiček Klotylda Clam-Gallasová, manželka generála Eduarda Clam-Gallase.

### Novodobé dějiny

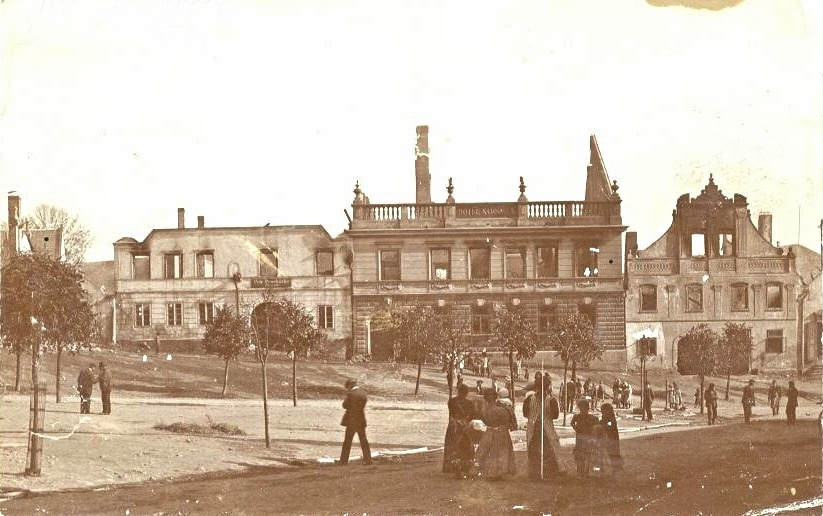
Pribyslav, náměstí po požáru hotelu 15. října 1908

Dvacáté století se neslo nejprve ve znamení relativní prosperity a výstavby. Do města se dostaly první automobily, byla postavena pumpa, stavěly se podnikové budovy. Za první světové války zemřelo v bojích 39 mužů z Přibyslavi. Rok 1924 přinesl velké oslavy 500 let od smrti Jana Žižky, v roce 1927 byla otevřena mateřská škola. V roce 1938 byla ve městě založena kazatelská stanice sázavského sboru Českobratrské církve evangelické, v níž se věřící nyní jednou měsíčně scházejí ke svým bohoslužbám v budově městského úřadu. Téhož roku město na měsíc obsadilo 600 německých vojáků a město se následně stalo součástí tzv. protektorátu. Během 2. světové války bylo asi 10 přibyslavských Židů transportováno do koncentračního tábora. V roce 1944 byli 2. října v místní části Hřiště českými četníky zastřeleni divizní generál Vojtěch Boris Luža (čelný představitel Obrany národa) a poručík Josef Koreš. Smutnou událost připomíná pamětní deska. V následné krvavé odvetě vedené Lužovým synem Radomírem bylo 26. října 1944 na četnické stanici v Přibyslavi partyzány zastřeleno pět četníků. Odbojáři posléze hrozili smrtí všem, kdo by se chtěli zúčastnit jejich pohřbu. Ještě 5. května 1945 se na Přibyslavsku bojovalo a toho dne bylo na město svrženo několik sovětských bomb, jedna z nich zabila člověka.
V roce 1949 proběhlo znárodnění průmyslových podniků, v padesátých letech probíhala násilná kolektivizace. Rok 1968 přinesl další změnu, vojska Varšavské smlouvy se však při svém postupu městu vyhnula. 21. listopadu 1989 začali obyvatelé Přibyslavi projevovat podporu demonstrujícím studentům. V porevolučních letech (od prosince 1989) byli starosty města postupně pan Pavel Jajtner, Mojmír Novotný, sochař Roman Podrázský a po jeho předčasné smrti Jan Štefáček. Po komunálních volbách v r. 2014 zastává funkci starosty Martin Kamarád. Od 1. června 2010 využívá zdravotnická záchranná služba sídlo v Přibyslavi, které vzniklo přestavbou rodinného domu na Bechyňově náměstí.

## Přírodní poměry

### Geologická stavba, reliéf a půdy

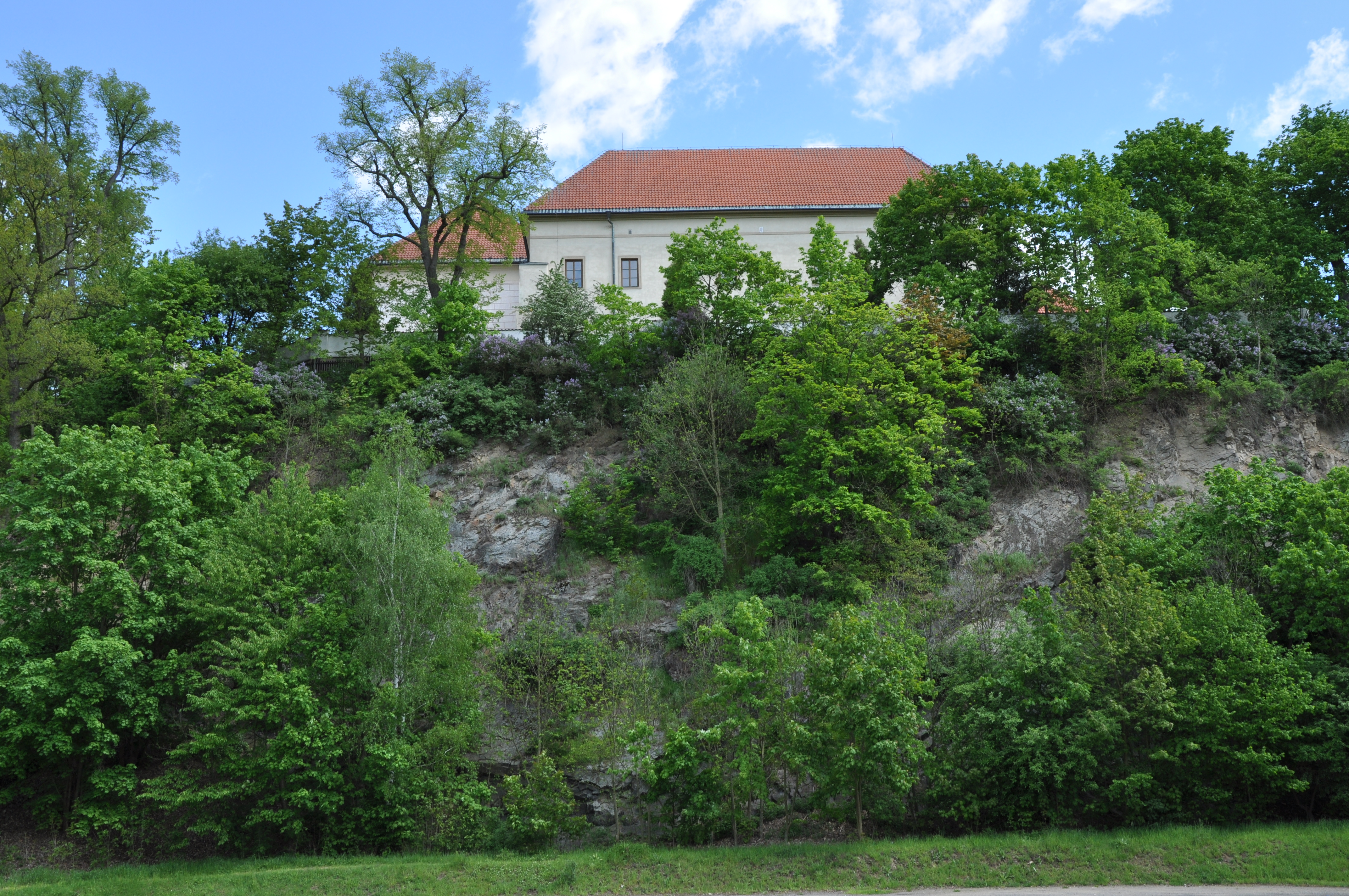
Skála s přibyslavským zámkem.

Geologicky leží město Přibyslav převážně na pararulovém podkladu, které je součástí moldanubika. Datuje se do paleozoika až proterozoika. Na východní části města přechází hornina v migmatit či amfibolit stejného stáří. Celý podklad je tedy metamorfovaného původu. Skalnatý svah pod zámkem Přibyslav je názornou ukázkou horninového složení v pásmu tzv. přibyslavské střižné mylonitové zóny. Vidět jsou mylonity a ultramylonity včetně porfyroklastů živců.
Území města je součástí České vysočiny, její Česko-moravské subprovincie, resp. oblasti Českomoravská vrchovina. řadí se do jejího geomorfologického celku Hornosázavská pahorkatina, podcelku Havlíčkobrodská pahorkatina, okrsku Přibyslavská pahorkatina. Nejvyšším vrcholem na území města je Jarošův kopec (554 m n. m.) nacházející se ve východní části města. Dalším pojmenovaným vrcholem je Borovina (524 m n. m.) na jihu města. Naopak nejnižším místem je lokalita u Štukhejského Mlýna, kde řeka Sázava opouští město Přibyslav (445 m n. m.).
Převažujícím půdním typem je mezobazická kambizem, místy oglejená; kolem vodních toků fluvizemě a modální gleje.

### Vodstvo a podnebí

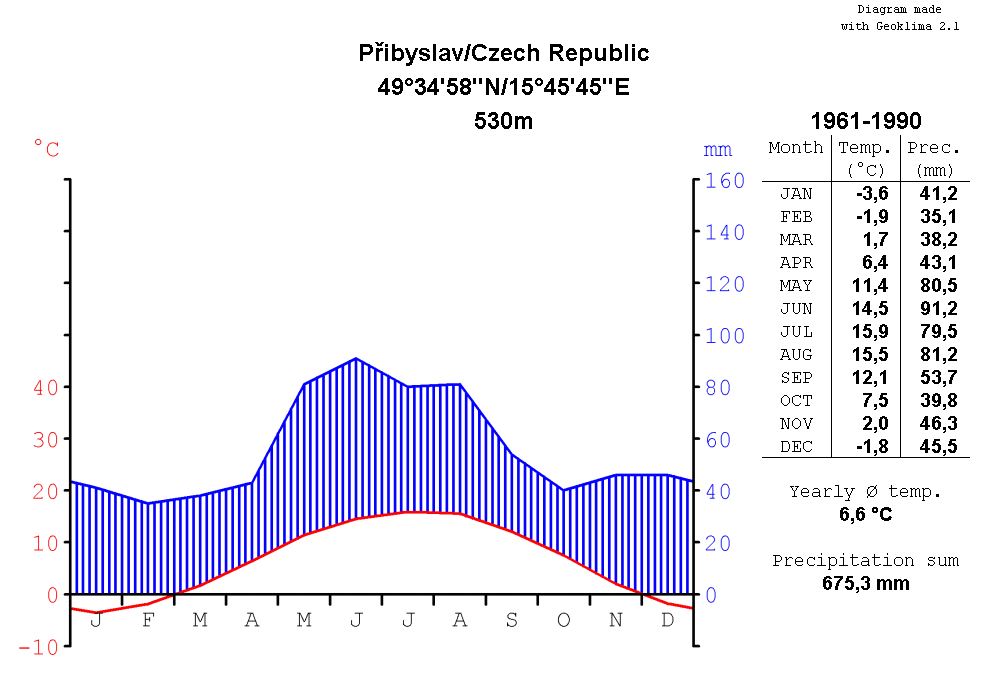
Klimadiagram Přibyslavi

Oblast města patří do úmoří Severního moře. Ve směru od východu k severozápadu protéká městem řeka Sázava. Do ní se zde vlévá několik vodních toků. Ve směru toku řeky se do ní na území Přibyslavi nejprve pravostranně vlévá Losenický potok, pak levostranně postupně Olešenský potok a Bystřice a nakonec opět z pravé strany Doberský potok a po něm i Borovský potok. Na řece Sázavě se často vyskytují povodně, proto byl v roce 2014 realizován projekt protipovodňové hráze.
Dle Quittovy stupnice patří Přibyslav do klimatické oblasti označované MT3, tedy mírně teplé. V ní se ve 120 až 140 dnech během roku vyšplhá teplota nad 10 °C. Během ledna se průměrná teplota pohybuje v rozmezí −3 až −4 °C a v dubnu mezi 6 a 7 °C. Naproti tomu průměrná červencová teplota dosahuje 16 či 17 °C. V říjnu se teplota pohybuje nejčastěji od 6 do 7 °C. Během 110 až 120 dnů v průběhu kalendářního roku spadnou v této oblasti dešťové srážky v úhrnu alespoň 1 milimetr na metr čtvereční a po dobu 60 až 100 dnů je země zakryta sněhovou pokrývkou.
Nejvyšší teplota vzduchu bylo naměřena 27. července 1983, kdy dosáhla 36 °C. Naopak nejníže se teplota dostala 10. února 1956, kdy dosahovala −32.2 °C.

### Flóra a fauna
V okolí města se ve vyšších polohách nacházejí smrkové a borové lesy či bukové a jedlové lesy. Roste zde kyčelnice devítilistá (Dentaria enneaphyllos), svízel vonný (Galium odoratum), bažanka vytrvalá (Mercurialis perennis) či violka lesní (Viola reichenbachiana). V nižších polohách se nacházejí doubravy a dubohabřiny tvořené duby letními (Quercus robur) i zimními (Quercus petraea) a také habrem obecným (Carpinus betulus). V jejich podrostu je možné najít lipnici hajní (Poa nemoralis), kostřavu ovčí (Festuca ovina), konvalinku vonnou (Convallaria majalis), jaterník podléšku (Hepatica nobilis), zvonek broskvolistý (Campanula persicifolia) nebo černýš hajní (Melampyrum nemorosum). U vodních toků se rozkládají olšiny, v nichž vyrůstají bledule jarní (Leucojum vernum), ďáblík bahenní (Calla palustris), rozpuk jízlivý (Cicuta virosa), hladýš pruský (Laserpitium prutenicum), třtina nachová (Calamagrostis phragmitoides), violka bahenní (Viola palustris), bublinatka jižní (Utricularia australis), ale také tolije bahenní (Parnassia palustris) nebo úpolín nejvyšší (Trollius altissimus). Na sušších částech luk se vyskytuje hořeček mnohotvarý český (Gentianella praecox subsp. bohemica), vemeník dvoulistý (Platanthera bifolia), prha arnika (Arnica montana), všivec lesní (Pedicularis sylvatica) či prstnatec májový (Dactylorhiza majalis).
Ze zvířat se tu vyskytuje prase divoké (Sus scrofa), srnec obecný (Capreolus capreolus), jelen evropský (Cervus elaphus), ale také daněk evropský (Dama dama) či muflon (Ovis musimon). Ze šelem to jsou kuna lesní (Martes martes) či liška obecná (Vulpes vulpes). Nalézt tu je možné také myšici lesní (Apodemus flavicollis), norníka rudého (Clethrionomys glareolus), rejsky obecného (Sorex araneus) a malého (Sorex minutus) či plšíka lískového (Muscardinus avellanarius). Na vlhkých loukách našly svůj domov zmije obecná (Vipera berus), ještěrka živorodá (Zootoca vivipara), ropucha obecná (Bufo bufo) či kuňka obecná (Bombina bombina) a z ptáků bekasina otavní (Gallinago gallinago), linduška luční (Anthus pratensis), bramborníček hnědý (Saxicola rubetra) a ťuhýk šedý (Lanius excubitor). V jedlobukových lesích žijí datel černý (Dryocopus martius), žluna šedá (Picus canus) či holub doupňák (Columba oenas). Naopak v jehličnatých lesích je možné zahlédnout brhlíka lesního (Sitta europaea), červenku obecnou (Erithacus rubecula) nebo drozda zpěvného (Turdus philomelos). Ve vodách se rozmnožují skokan hnědý (Rana temporaria), mlok skvrnitý (Salamandra salamandra) a nad nimi poletují ledňáčci říční (Alcedo atthis), konipasové horští (Motacilla cinerea) a skorci vodní (Cinclus cinclus). U vody se výjimečně objeví i vydra říční (Lutra lutra).

### Ochrana životního prostředí

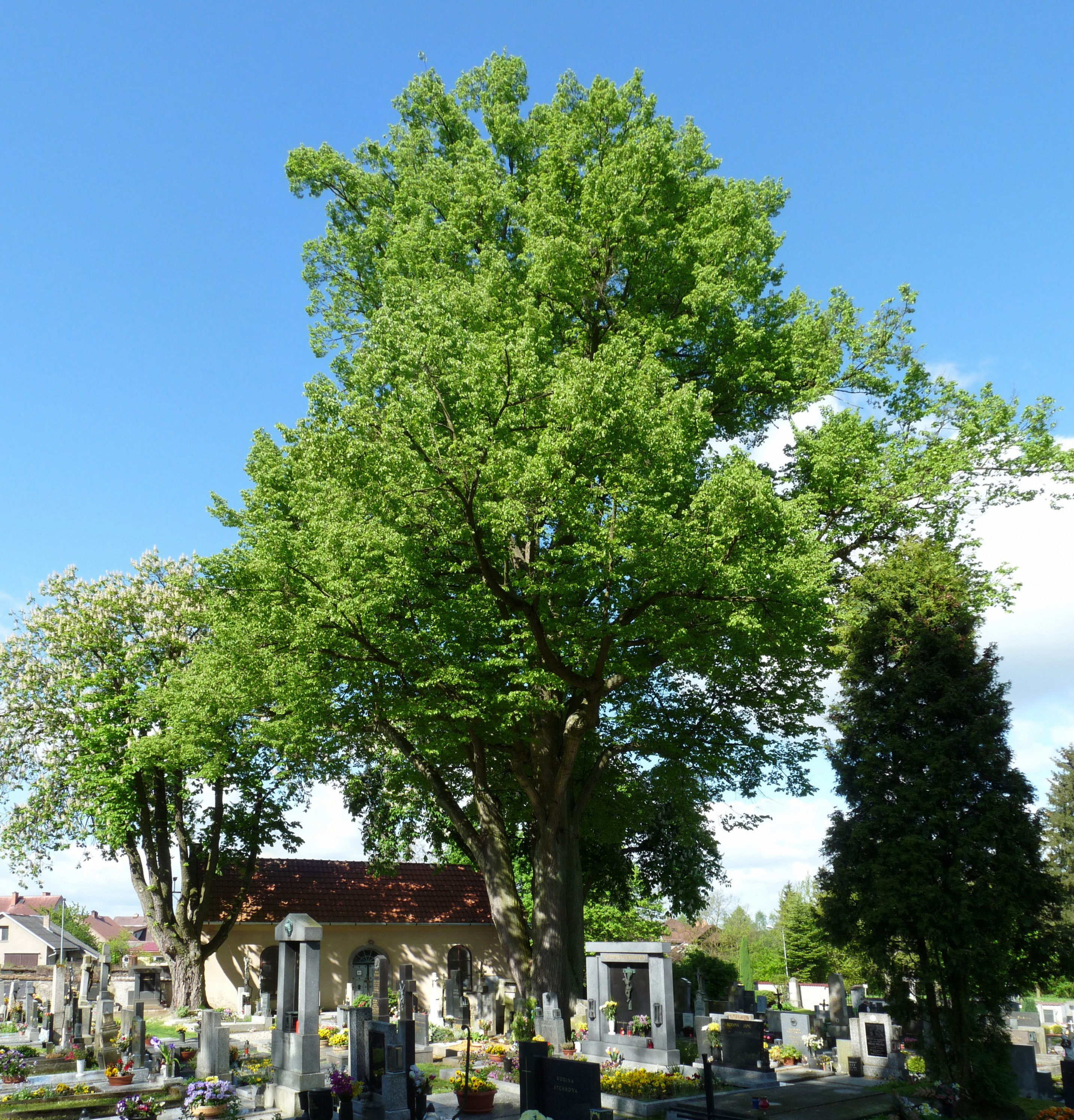
Památná lípa malolistá (Tilia cordata) na zdejším hřbitově

Východně od města se rozkládá Chráněná krajinná oblast Žďárské vrchy. Ta vznikla na základě výnosu Ministerstva kultury České socialistické republiky číslo 8908/70-II/2 ze dne 25. května 1970. Jejím účelem je ochrana zdejší pestrosti a členitosti krajiny, do níž je umístěno venkovské osídlení s roubenými chalupami. Mezi nejcennější prvky patří rašeliniště a vlhké rašelinné louky, na nichž se vyskytují vzácné druhy rostlin a živočichů.
Na území města se nacházejí celkem tři lokality výskytu památných stromů. Na hřbitově je od 6. května 2003 chráněna dvojice vzrostlých stromů. Jedním z nich je jasan ztepilý (Fraxinus excelsior) a druhým lípa malolistá (Tilia cordata). Na bývalé školní zahradě přibyslavské školy, která nyní slouží jako odpočinková zóna místního koupaliště roste 20 metrů vysoký červený buk lesní (Fagus sylvatica). Strom je od roku 2023 pod památkovou ochranou. Poslední lokalitou je silnice II/351, která je v úseku mezi Dobrou a Žižkovým Polem lemována lipovou alejí. Tvoří ji 272 lip velkolistých (Tilia platyphyllos), dále jedna lípa malolistá (Tilia cordata) a jeden jedinec javoru mléč (Acer platanoides). Stromořadí je chráněno od počátku listopadu roku 2009.
V nedaleké obci Hřiště, která spadá pod město Přibyslav se nachází významná dvouřadá lipovo-jasanová alej, tato alej je pozůstatkem historické zástavby dnes už ojedinělé kruhové návsi.
V místní části Utín se nachází další památný strom Lípa u statku, která byla vyhlášena v roce 2024. Tentýž strom vyhrál cenu strom Přibyslavska v roce 2023.

## Obyvatelstvo

### Struktura
Ve městě k počátku roku 2013 žilo celkem 4 000 obyvatel. Z nich bylo 1 990 mužů a žen bylo přibližně stejně (2010). Průměrný věk obyvatel města činil 40 let. Dle Sčítání lidu, domů a bytů provedeném v roce 2011, kdy ve městě žilo 3 864 lidí, bylo nejvíce obyvatel (16 %) ve věku od 30 do 39 let. Děti do 14 let věku tvořily 15 % obyvatel a senioři nad 70 let úhrnem 11 %. Z celkem 3 227 občanů města starších 15 let mělo 38 % nejvyšší ukončené vzdělání úplné střední bez maturity. Počet vysokoškoláků dosahoval téměř 10 % a bez vzdělání byla naopak 0,5 % obyvatel. Z cenzu dále vyplývá, že ve městě žilo 1 886 ekonomicky aktivních občanů. Celkem 92 % z nich se řadilo mezi zaměstnané, z nichž 81 % patřilo mezi zaměstnance, 2 % k zaměstnavatelům a zbytek pracoval na vlastní účet. Oproti tomu celých 50 % občanů nebylo ekonomicky aktivní (to jsou například nepracující důchodci či žáci, studenti nebo učni) a zbytek svou ekonomickou aktivitu uvést nechtěl. Úhrnem 122 obyvatel města pracovalo v zemědělství, lesnictví či rybolovu, 944 obyvatel zaměstnával průmysl a stavebnictví a dalších 672 pracovalo ve službách.
Úhrnem 2 820 obyvatel města, tedy téměř tři čtvrtiny, se hlásilo k české národnosti. Devatenáct bylo Slováků, šestnáct Moravanů, devět Vietnamců, dva Němci, dva Ukrajinci a jeden Polák. Celých 966 obyvatel města však svou národnost neuvedlo.
| Část města (rok přičlenění k městu) | Část města (rok přičlenění k městu) | 1869  | 1880  | 1890  | 1900  | 1910  | 1921  | 1930  | 1950  | 1961  | 1970  | 1980  | 1991  | 2001  | 2011  |
| ----------------------------------- | ----------------------------------- | ----- | ----- | ----- | ----- | ----- | ----- | ----- | ----- | ----- | ----- | ----- | ----- | ----- | ----- |
| Počet obyvatel                      | Přibyslav                           | 2 433 | 2 674 | 2 607 | 2 627 | 2 672 | 2 434 | 2 288 | 2 452 | 2 591 | 2 680 | 2 956 | 3 008 | 2 979 | 2 830 |
| Počet obyvatel                      | Česká Jablonná (1976)               |       |       |       |       |       |       |       |       |       |       | 137   | 144   | 129   | 110   |
| Počet obyvatel                      | Dobrá (1976)                        |       |       |       |       |       |       |       |       |       |       | 375   | 339   | 361   | 358   |
| Počet obyvatel                      | Dolní Jablonná (1976)               |       |       |       |       |       |       |       |       |       |       | 106   | 99    | 101   | 99    |
| Počet obyvatel                      | Hřiště (1977)                       |       |       |       |       |       |       |       |       |       |       | 107   | 100   | 93    | 81    |
| Počet obyvatel                      | Poříčí (1976)                       |       |       |       |       |       |       |       |       |       |       | 124   | 99    | 91    | 94    |
| Počet obyvatel                      | Ronov nad Sázavou (1961)            |       |       |       |       |       |       |       |       | 196   | 186   | 138   | 158   | 157   | 133   |
| Počet obyvatel                      | Utín (1976)                         |       |       |       |       |       |       |       |       |       |       | 106   | 81    | 71    | 67    |
| Počet obyvatel                      | celé město                          | 2 433 | 2 674 | 2 607 | 2 627 | 2 672 | 2 434 | 2 288 | 2 452 | 2 787 | 2 866 | 4 049 | 4 028 | 3 982 | 3 864 |
| Počet domů                          | Přibyslav                           | 276   | 278   | 288   | 293   | 312   | 312   | 360   | 439   | 443   | 477   | 522   | 598   | 621   | 696   |
| Počet domů                          | Česká Jablonná (1976)               |       |       |       |       |       |       |       |       |       |       | 35    | 40    | 41    | 41    |
| Počet domů                          | Dobrá (1976)                        |       |       |       |       |       |       |       |       |       |       | 79    | 89    | 96    | 104   |
| Počet domů                          | Dolní Jablonná (1976)               |       |       |       |       |       |       |       |       |       |       | 30    | 32    | 33    | 37    |
| Počet domů                          | Hřiště (1977)                       |       |       |       |       |       |       |       |       |       |       | 32    | 35    | 36    | 32    |
| Počet domů                          | Poříčí (1976)                       |       |       |       |       |       |       |       |       |       |       | 34    | 36    | 36    | 39    |
| Počet domů                          | Ronov nad Sázavou (1961)            |       |       |       |       |       |       |       |       | 20    | 20    | 22    | 25    | 25    | 24    |
| Počet domů                          | Utín (1976)                         |       |       |       |       |       |       |       |       |       |       | 30    | 34    | 34    | 35    |
| Počet domů                          | celé město                          | 276   | 278   | 288   | 293   | 312   | 312   | 360   | 439   | 463   | 497   | 784   | 889   | 922   | 1 008 |

Věková struktura obyvatel obce Přibyslav roku 2011
Rodinný stav obyvatel obce Přibyslav roku 2011
Vzdělání obyvatel obce Přibyslav roku 2011

### Náboženský život
Město Přibyslav je součástí stejnojmenné římskokatolické farnosti. Ta je dále součástí Havlíčkobrodského vikariátu královéhradecké diecéze v České provincii. Území zdejší farnosti zahrnuje nejen oblast samotného města a jejich částí, ale také obcí Modlíkov, Nové Dvory, Olešenka a Žižkovo Pole. Hlavním duchovním stánkem farnosti je Kostel Narození svatého Jana Křtitele v Přibyslavi. Krom kostela ještě farnost spravuje kostely a kapličky: Zmrtvýchvstání Páně (Česká Jablonná), Nanebevzetí Panny Marie (Nové Dvory), svaté Rozálie (Olešenka), svaté Kateřiny Alexandrijské (Stříbrné Hory) a svatého Michaela archanděla (Žižkovo Pole). Místním farářem a duchovním správcem farnosti byl do roku 2015 Zdeněk Kubeš,[zdroj?] k roku 2021 jím je Pavel Sandtner.
Při censu prováděném v roce 2011 se 1 293 obyvatel města (33 %) označilo za věřící. Z tohoto počtu se 1 039 hlásilo k církvi či náboženské obci. K římskokatolické církvi se přihlásila největší část z nich, konkrétně 933 obyvatel, což odpovídá 24 % ze všech obyvatel města. Dalších 10 osob se hlásil k Církvi československé husitské, stejný počet k Českobratrské církvi evangelické. Tři občané se přihlásili k Pravoslavné církvi v českých zemích a jeden k Náboženské společnosti Svědkové Jehovovi. Úhrnem 876 obyvatel se označilo bez náboženské víry a 1 695 lidí odmítlo na otázku své náboženské víry odpovědět.

## Obecní správa a politika
Přibyslav je obec s pověřeným obecním úřadem (POÚ). Správu vykonává pro obce Dlouhá Ves, Havlíčkova Borová, Modlíkov, Olešenka, Přibyslav, Stříbrné Hory a Žižkovo Pole.
Mezi roky 1850 a 1949 byla Přibyslav okresním městem (soudní okres Přibyslav). Následně se stala součástí okresu Žďár nad Sázavou a od roku 1960 okresu Havlíčkův Brod.

### Místní části
Město je tvořeno osmi místními částmi a stejně pojmenovanými katastrálními územími, a sice Českou Jablonnou (ta se stala součástí města roku 1976), Dobrou (součástí města počínaje rokem 1976), Dolní Jablonnou (dříve Německá Jablonná, součástí Přibyslavi od roku 1976), Hřištěm (částí města se stalo v roce 1977), Poříčím (je součástí Přibyslavi od roku 1976), Přibyslaví, Ronovem nad Sázavou (spadá pod město od roku 1963) a Utínem, jenž je součástí Přibyslavi od roku 1976).
Mezi roky 1989 a 1990 patřily k Přibyslavi ještě také Stříbrné Hory ve stejném časovém období také Modlíkov. Město tak tvoří 11 samostatných základních sídelních jednotek, jimiž jsou krom výše jmenovaných částí, ještě Dvorek, Hesov a Keřkov.

### Zastupitelstvo a starosta

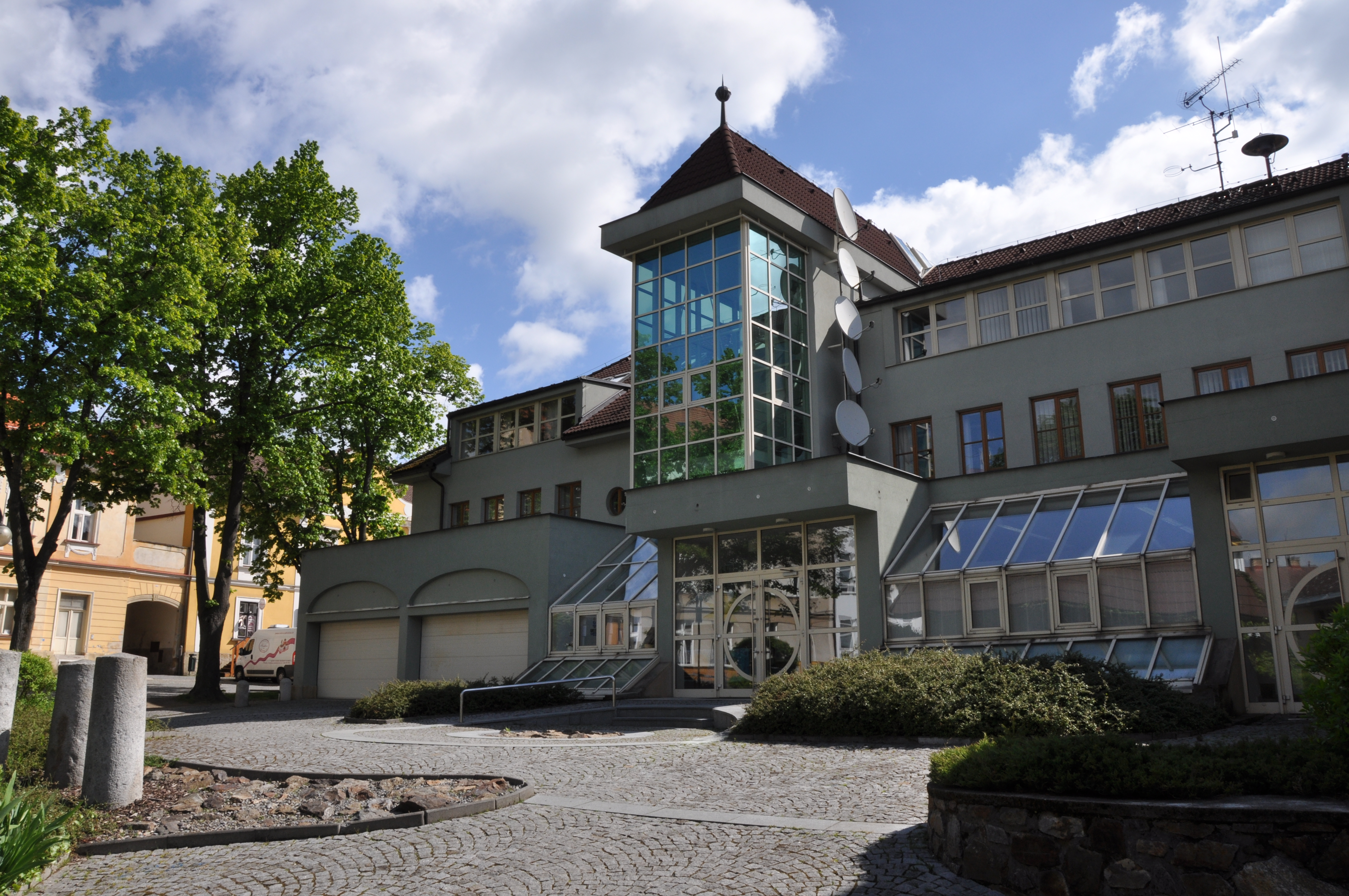
Městský úřad Přibyslav

Přibyslav má patnáctičlenné zastupitelstvo a v jeho čele je starosta města. Tím je od komunálních voleb konaných roku 2010 Jan Štefáček, jehož zástupcem je Martin Kamarád. V těchto volbách kandidovalo do městského zastupitelstva celkem šest uskupení a každé z nich získalo dle výsledků hlasování alespoň jeden mandát. Nejúspěšnější se stala Občanská demokratická strana (ODS), která získala čtyři mandáty. O jednoho zastupitele méně získaly shodně Česká strana sociálně demokratická (ČSSD) a Nezávislí pro Přibyslav. Po dvou zastupitelích se dostalo z kandidátek Křesťanské a demokratické unie – Československé strany lidové (KDU-ČSL) a sdružení nezávislých kandidátů Přibyslav. Poslední místo obsadil zástupce navržený (KSČM).
Během komunálních voleb konaných v roce 1994 preferovalo z pěti uskupení, jež tehdy kandidovala, nejvíce hlasujících ODS, která získala čtyři zastupitele. Další tři místa v městském zastupitelstvu připadly kandidujícím za KDU-ČSL, dále Sdružení nezávislých kandidátů a také společné kandidátce tří uskupení, a sice KSČM, Strany demokratické levice (SDL) a nezávislých kandidátů. Poslední dva mandáty pro sebe získala kandidátka společná čtyř subjektů, a to ČSSD, Liberálně sociální unie (LSU), Strany zelených (SZ) a nezávislých kandidátů. Ve volbách konaných o čtyři roky později se o hlasy voličů ucházelo sedm kandidátek. Tři z nich obsadily v zastupitelstvu po třech kandidátech. Byly to ODS, KDU-ČSL a ČSSD. Další dvě místa pro sebe získali kandidáté KSČM a zbývající čtyři místa si mezi sebe rozdělila tři sdružení nezávislých kandidátů. Za další čtyři roky se voleb zúčastnilo celkem osm kandidátek. Nejvíce hlasů a pět míst v zastupitelstvu obsadila ODS, další tři připadly KDU-ČSL, po dvou kandidátkám ČSSD a KSČM. Tři zbývající si po jednom zastupiteli mezi sebe rozdělila tři sdružení nezávislých kandidátů. Jedním bylo „Sportovci pro Přibyslav“, dalším „Náš domov“ a posledním „Nezávislí“. U voleb do zastupitelstva v roce 2006 upřednostňovali hlasující jednu z pěti kandidátek. Každá z nich však podle konečných výsledků voleb své zástupce do městského zastupitelstva dostala. Nejvíce – čtyři – jich měla ODS, následovaná třemi uskupeními reprezentovanými třemi zástupci, jimiž byly ČSSD, KDU-ČSL a sdružení nezávislých kandidátů „Přibyslav“. Poslední dvě místa obsadili kandidáti nominovaní KSČM.

#### Seznam starostů
Toto je neúplný seznam starostů města Přibyslav:
- Karel Hesse (1846–1855)
- Augustin Bedřich Čepl (1861–1867)
- Jan Jelínek (1867)
- Vojtěch Skřivan (1868)
- Jindřich Smejkal (1868–1874)
- Adolf Böhm (1874–1877)
- Augustin Bedřich Čepl (1877–1890)
- František Niklfeld (1890–1914)
- Jan Bechyně (1914–)
- Otta Klusáček (1927–)
- Pavel Jajtner (1989 - 1990)
- Mojmír Novotný (1990–1994)[57]
- Roman Podrázský (1994–2001)[57]
- Jan Štefáček (2001–2014)[58]
- Martin Kamarád (2014– )[59]

### Znak a vlajka
Vlajka byla městu Přibyslav předána Lubomírem Zaorálkem, tehdejším předsedou Poslanecké sněmovny Parlamentu České republiky, na základě rozhodnutí číslo 45 ze dne 5. října 2004.
Poměr stran udělené vlajky je 2:3. Její list je tvořen žerďovým pruhem červené barvy o šířce tří sedmin délky listu, a dále dvěma vodorovnými pruhy, a sice modrým a žlutým. V červeném pruhu se nacházejí dva zkřížené bílé vinařské nože se žlutými rukojeťmi. Tyto nože jsou převýšené červenou knížecí korunou. V poli modré barvy se nacházejí tři, nad sebou umístěné šedé ryby mající červené ploutve. Ve žlutém pruhu jsou zkřížené černé ostrve.
Štít je dělený, přičemž v horním červeném poli má stejné symboly jako na znaku. Dolní polovina znaku je modro-zlatě polcena. Vpravo se nad sebou nacházejí tři ryby přirozené barvy a vlevo zkřížené ostrve černé barvy.

### Členství ve sdruženích
Město bylo na konci listopadu 2001 zakládajícím členem Svazku obcí Přibyslavska, jež má sídlo právě v Přibyslavi a dbá o rozvoj zdejšího regionu ve vzájemné spolupráci členských obcí a měst. Je též členem místní akční skupiny Havlíčkův kraj sídlící ve Ždírci nad Doubravou.

## Hospodářství

### Zemědělství a ostatní prvovýroba
Přibyslav se, co se týče zemědělství, v historických dobách orientovala spíše na živočišnou výrobu, neboť na rostlinnou výrobu neměli sedláci dostatek orné půdy. Ještě v roce 1937 se konalo 12 dobytčích trhů ročně, dominoval hovězí dobytek. Přibyslav si musela půdu ve středověkých dobách dokupovat. Ve 20. století došlo v celém okolí v souvislosti s rozvojem škrobárenství k masivnímu pěstování brambor pod hlavičkou firmy Amylon. Tento podnik hospodařil k roku 1937 na 580 hektarech půdy a produkoval také velké množství kravského mléka pro hesovské mlékárny.

### Průmysl

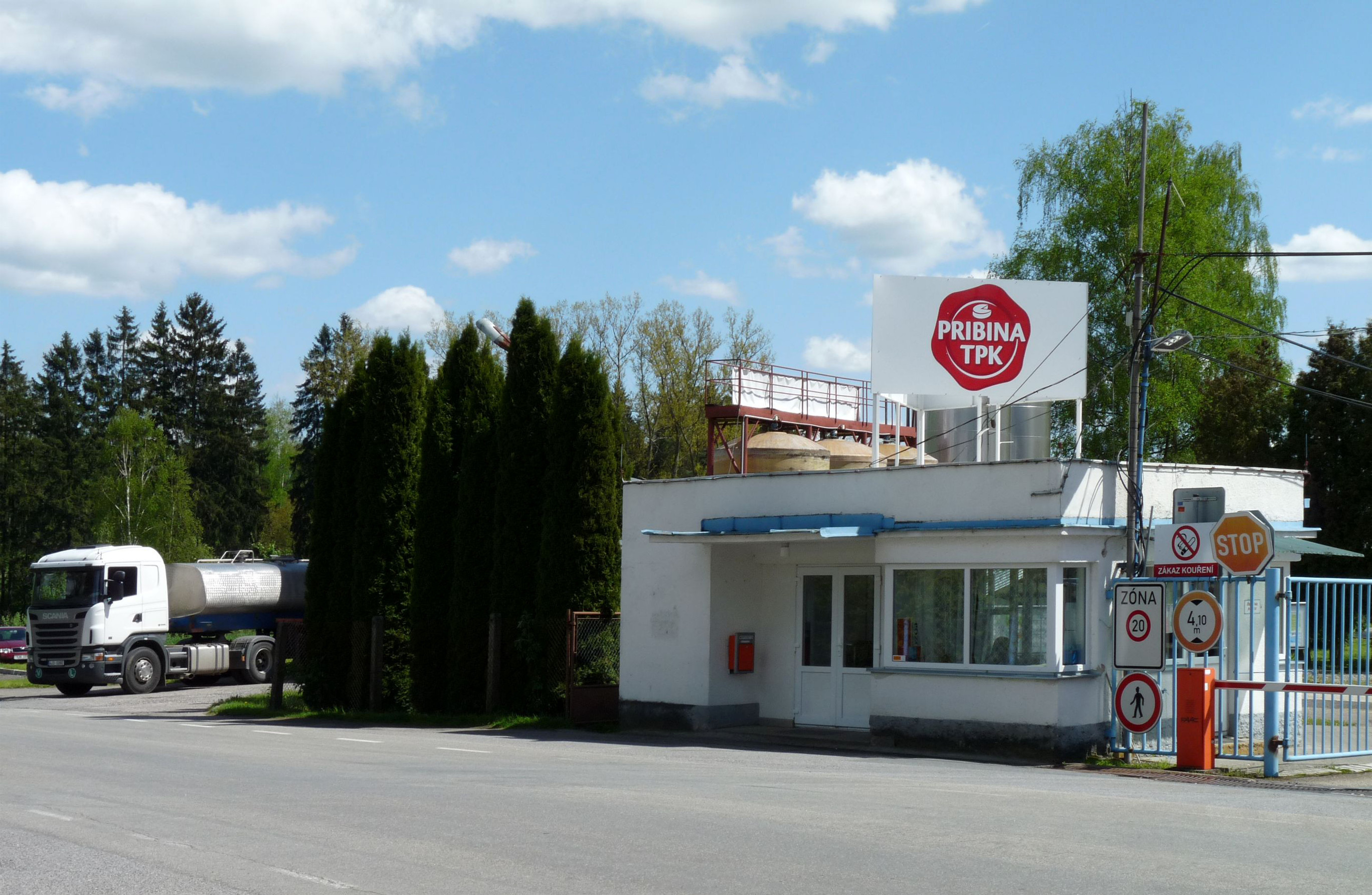
Závod TPK (bývalá Pribina)
v Hesově

Přibyslav byla odjakživa spíše město orientované na lehký průmysl. V devatenáctém století bylo ve městě mnoho tkalců a soukeníků, v Ronově byla papírna (později přestavěná na továrnu na škrob a cukr – předchůdce podniku Amylon). Amylon a.s. funguje dodnes a vyrábí např. pudinky, bramborové prášky, škrobové sirupy a další produkty škrobování brambor. Vlajkovým podnikem Přibyslavi je Pribina s.r.o. (dnes Savencia Fromage & Dairy Czech Republic, a.s.), která vznikla pod názvem „Mlékárenské a pastevní družstvo“ v Hesově v jedné z budov Amylonu v roce 1924. Specializoval se nejprve na tvaroh a sýry (včetně „přibyslavského camembertu“), za války se ve velkém začaly vyrábět i tavené sýry. V roce 1948 byla spuštěna produkce džemů a džusu Pribinka a došlo k přejmenování společnosti na název Pribina. V padesátých letech vznikl Pribináček, vyráběný tehdy v 16 příchutích a oblíbený dodnes. K dalším podnikům patří ACO, kom. spol. systémové prvky (bývalý Agrostroj), který dnes zpracovává polymerický beton, či OSIVA, a.s.; dřevozpracující průmysl reprezentují Dřevovýroba Přibyslav s.r.o. a Lesy Dřevo Obchod s.r.o.; družstvo v Přibyslavi je největším lesnickým družstvem v ČR.

### Služby
Občanům města je k dispozici pobočka České pošty, která sídlí na Bechyňově náměstí. Na bezpečnost dohlíží Policie České republiky, která má svoje obvodní oddělení také na Bechyňově náměstí. V domě čp. 255 v Hasičské ulici má svou zbrojnici místní jednotka dobrovolných hasičů. Prodejnu potravin má ve městě obchodní řetězec COOP–TIP. Z bank působících v České republice má na Bechyňově náměstí svoji expozituru Česká spořitelna.

## Doprava

### Silniční doprava
S Havlíčkovým Brodem, okresním městem ležícím západně od Přibyslavi, má město silniční spojení silnicí I/19, která prochází místními částmi Keřkov, Dobrá, Přibyslav a Ronov nad Sázavou a pak dále pokračuje východním směrem do Žďáru nad Sázavou. V Přibyslavi je tato komunikace vedena ulicemi Tyršovou a Husovou. Tuto silnici křižují dvě komunikace druhé třídy. Z jihu na sever (ve směru staničení) je to silnice II/350, která prochází místní částí Dvorek a přivádí do města dopravu z jihozápadního směru od Šlapanova a Štoků, na Bechyňové náměstí překříží krátkou peáží silnici I/19 a pokračuje dále severovýchodním směrem na Herálec či Svratku Na území Přibyslavi prochází silnice v popisovaném směru postupně ulicemi Rašínovou, Žižkovou a za Bechyňovým náměstím ulicí Havlíčkovou.
Ze severního směru od Chotěboře a České Bělé přichází v místní části Dobrá na silnici I/19 komunikace II/351. Ta dále pokračuje z jižní části města směrem na Polnou. Motoristům je od roku 2004 k dispozici čerpací stanice pohonných hmot společnosti Pasoil.
Dále územím města prochází několik silnic III. třídy
- III/01838 Přibyslav – Hřiště
- III/01840 Ronov nad Sázavou – Hřiště
- III/03810 Dlouhá Ves – Utín – Hesov – Přibyslav
- III/03818 Stříbrné Hory – Utín
- III/03820 Keřkov – III/03810
- III/3505 ze silnice II/350 z Dvorku na Uhry
- III/3506 ze silnice II/350 na Dolní Jablonnou
- III/3507 ze silnice II/350 na Modlíkov
- III/35012 Ronov nad Sázavou – Pořežín
- III/3513 ze silnice II/351 na Českou Jablonnou
- III/35211 ze silnice I/19 přes Poříčí na Olešenku

#### Intenzity
Po silnici první třídy od Havlíčkova Brodu denně (za 24 hodin) na základě výsledků Celostátního sčítání dopravy provedeného během roku 2010 přijíždí a odjíždí celkem 2 479 vozidel ve skladbě 1 906 osobních a dodávkových automobilů, 522 těžkých nákladních a 51 jednostopých vozidel. V úseku mezi křižovatkami se silnicemi II/351 a II/350 na západě města jezdí denně úhrnem 4 137 motorových vozidel ve skladbě 3 218 vozidel osobních a dodávek, 858 těžkých nákladních a 61 jednostopých. Od křižovatky se silnicí II/350 přes Bechyňovo náměstí a dále po Husově ulici kolem přibyslavského zámku až po křižovatku se silnicí II/351 provede za celý den 3 983 automobilů, z nichž je 3 151 osobních nebo dodávkových, 774 těžkých nákladních a 58 jednostopých. Směrem na Žďár nad Sázavou pak pokračuje 2 240 automobilů ve skladbě 1 804 osobních nebo dodávkových vozidel, dalších 422 je těžkých nákladních a zbylých 14 tvoří jednostopá motorová vozidla. Po komunikaci na Českou Bělou, tedy severním směrem po silnici II/351, jezdí dohromady 505 motorových vozidel, z nichž největší část (konkrétně 402) tvoří osobní a dodávková vozidla, dalších 83 těžká nákladní a 20 jednostopá motorová vozidla. Silnice II/350 vedoucí jihozápadním směrem je denně zatížena intenzitou 619 motorových vozidel, která tudy jezdí ve skladbě 484 automobilů osobních nebo dodávkových, 130 těžkých nákladních a 5 jednostopých vozidel. Havlíčkovou ulicí, tedy po silnici II/350 vedoucí k severovýchodu denně projede 448 motorových vozidel, přičemž 309 z nich jsou osobní nebo dodávkové automobily, 127 těžké nákladní a 9 je motocyklů. Po silnici II/351 odbočující na jihu Přibyslavi ze silnice I/19 projede za dvacet čtyři hodin jednoho dne celkově 990 motorových vozidel ve skladbě 788 osobních či dodávkových, 189 těžkých nákladních a 13 jednostopých.

### Železniční doprava

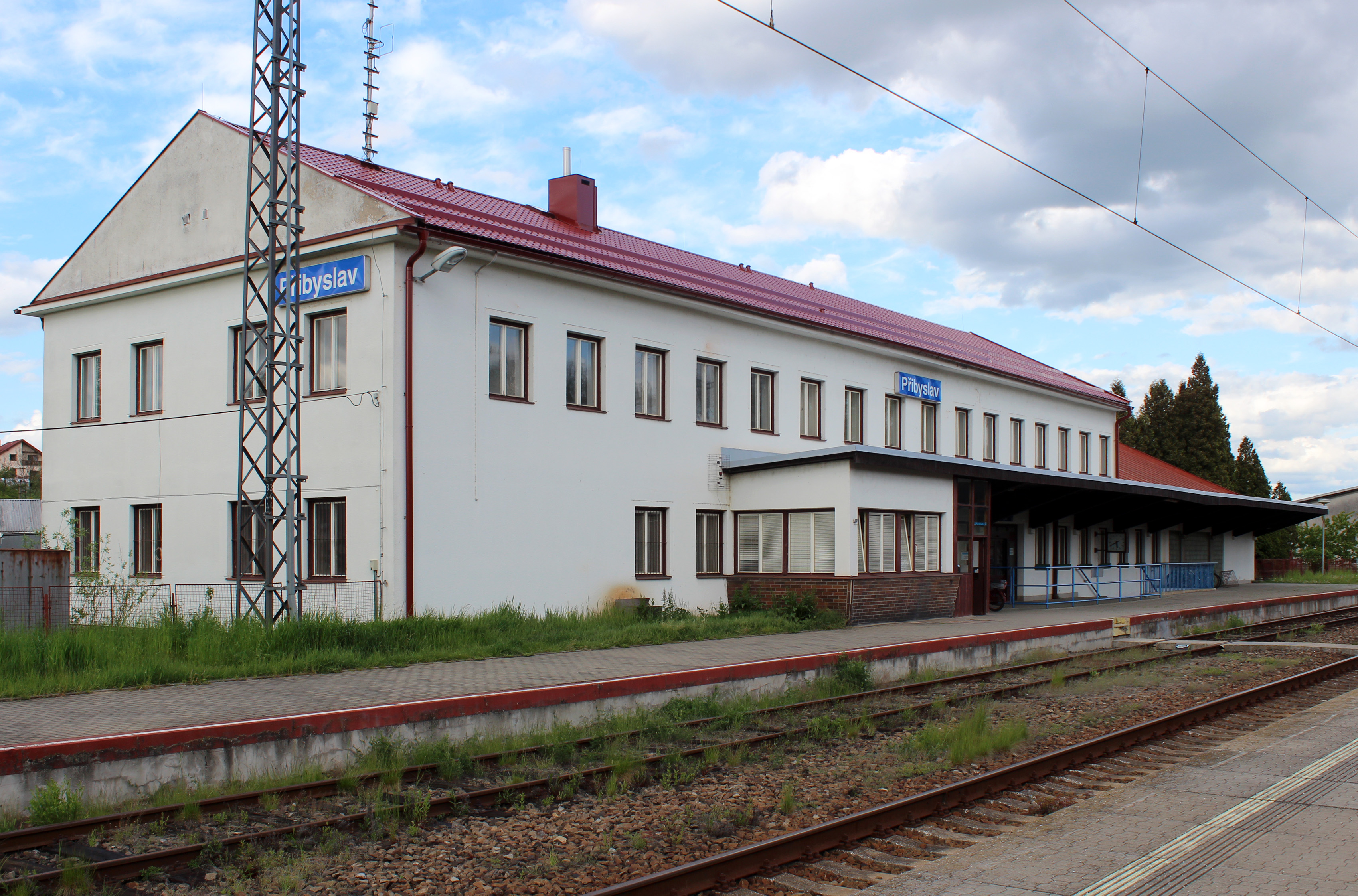
Místní železniční stanice

Od roku 1898 má Přibyslav železniční spojení. V tu dobu byl zahájen provoz po dnes opuštěné jednokolejné trati Německý Brod – Město Žďár. Ta byla v roce 1953 nahrazena dvoukolejnou, od listopadu 1966 elektrifikovanou tratí Havlíčkův Brod – Brno. Samotné město obchází trať po jeho jižní straně. Na západní straně města je na trati u osady Hesov zřízena Přibyslav zastávka a v jižní části města pak pětikolejná železniční stanice Přibyslav.

### Veřejná doprava
Autobusovou veřejnou dopravu k roku 2014 zajišťuje přímými linkami do Havlíčkova Brodu, Chotěboře, Šlapanova a Polné společnost Arriva Východní Čechy. Přes Polnou až do Jihlavy jezdí svou linku také společnost ICOM transport a spojení se Žďárem nad Sázavou zajišťuje firma ZDAR. Na území města se nachází celkem 21 autobusových zastávek.
Podle jízdního řádu 2013/2014 zastavují v Přibyslavi, a to jak v železniční stanici, tak v zastávce, vlaky jedoucí do Žďáru nad Sázavou nebo Havlíčkova Brodu. Ve stanici navíc staví ještě také vlaky, jejichž cílovým městem je Brno či Praha.

### Letecká doprava

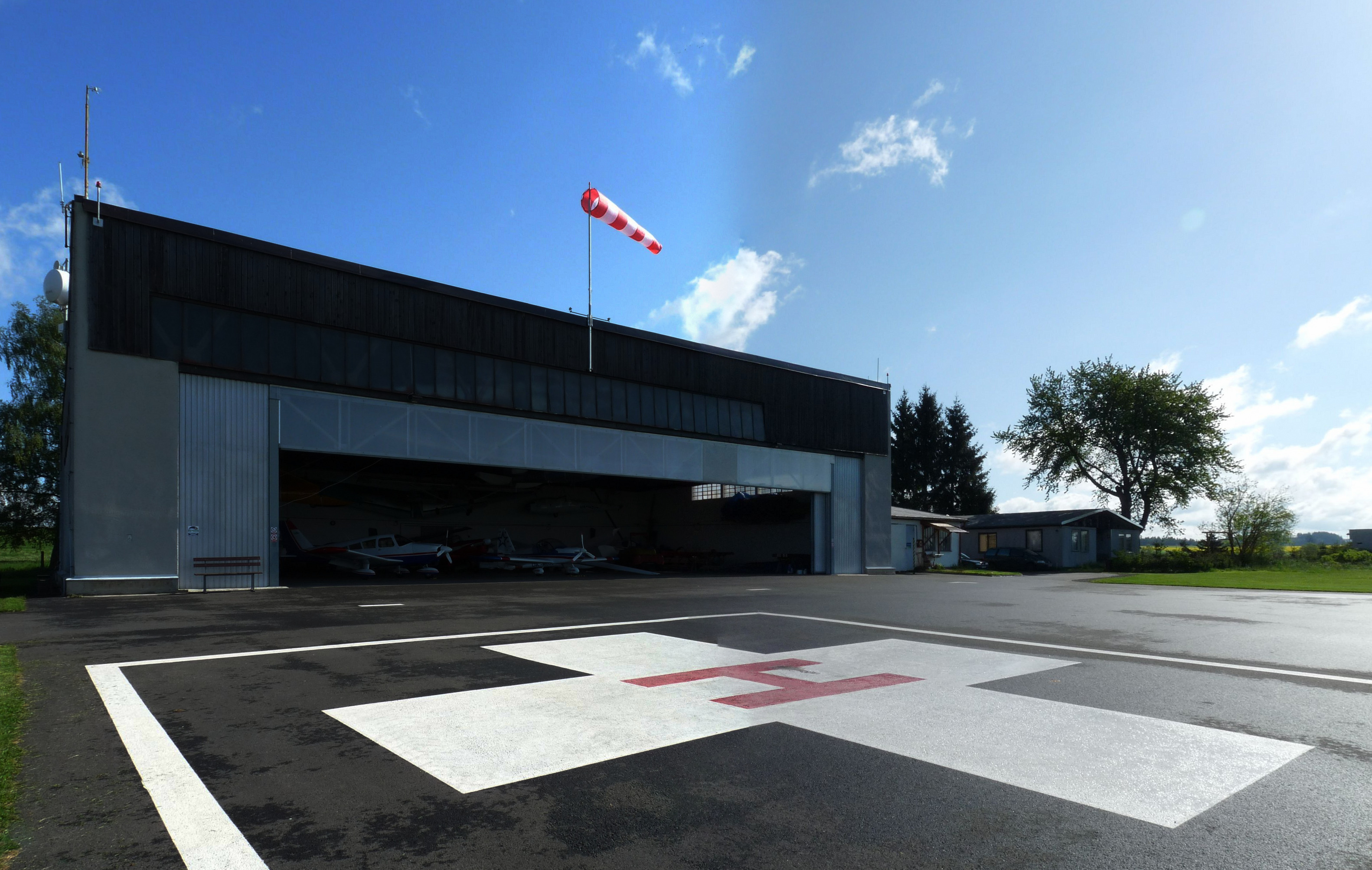
Přibyslavské letiště

Východně od města se v nadmořské výšce 531 metrů nachází veřejné vnitrostátní letiště Přibyslav (kód ICAO: LKPI) s travnatou vzletovou a přistávací dráhou. O letiště pečuje od roku 1945 zdejší Aeroklub odbočka Českého národního aeroklubu. Vznik zdejšího letiště schválila městská rada v roce 1930 a dostavěno bylo v létě roku 1932. Bylo zbudované jako pomocné letiště pro vojenské dvouplošníky na lince Praha–Brno–Bratislava–Záhřeb.

## Společnost

### Školství

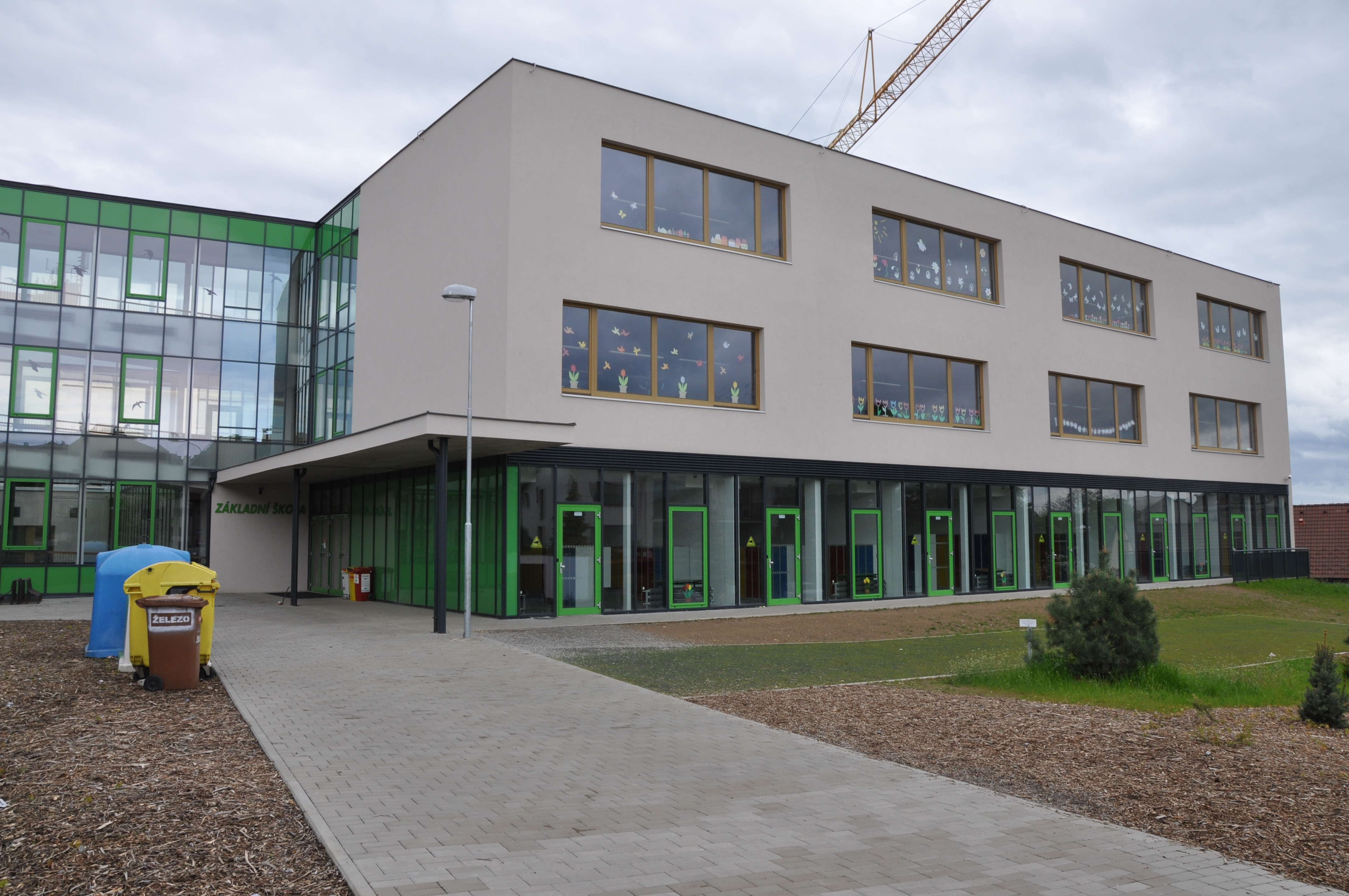
Budova základní školy

Ve městě se nacházejí dvě mateřské školy. Ty, ač původně vznikly odděleně, tvoří od počátku roku 2003 jednu organizaci, v jejímž čele je k roku 2014 Mgr. Naděžda Štouračová. Vedle objektu v Bezručově ulici, kde sídlí ředitelství školky, využívá mateřská škola prostory v Tyršově ulici. Zde byla školka již od roku 1949, zatímco v Bezručově ulici až od roku 1992. Tři roky po sloučení obou školek (během roku 2006) rozhodl jejich zřizovatel, město Přibyslav, o zrušení pracoviště v Tyršově ulici. Protože však počet malých dětí narůstal, změnili zastupitelé města původní rozhodnutí o uzavření a od října 2012 jsou opět v provozu obě pracoviště.
Po mateřské škole mohou děti pokračovat ve školní docházce v Přibyslavi i nadále, neboť je ve městě na Bechyňově náměstí v provozu devítiletá základní škola. Jejím ředitelem je (k roku 2014) Mgr. Petr Adam.
Hudebně nadané děti mají pro rozvoj svého talentu přímo v Přibyslavi pobočku hudebního oboru Základní umělecké školy J. V. Stamice z Havlíčkova Brodu. Místní odbočka vznikla na počátku února 1984 a až do roku 1989 využívala pro své zkušebny prostory základní školy. Následně se přesunula do objektu čp. 301 v Husově ulici. Zde bylo vyučováno uměleckým oborům do konce roku 2016. Od 1. ledna 2017 získala pobočka ZUŠ v Přibyslavi, díky výrazné podpoře města Přibyslav i zřizovatele, nové prostory pro základní umělecké vzdělávání na Bechyňově náměstí č. p. 35. Vyučuje se zde hře na nástroje dechové i drnkací. Při škole existuje houslový soubor, jenž doprovázel při koncertech například Jaroslava Svěceného, Pavla Šporcla, Gabrielu Demeterovou či Václava Hudečka.

### Kultura

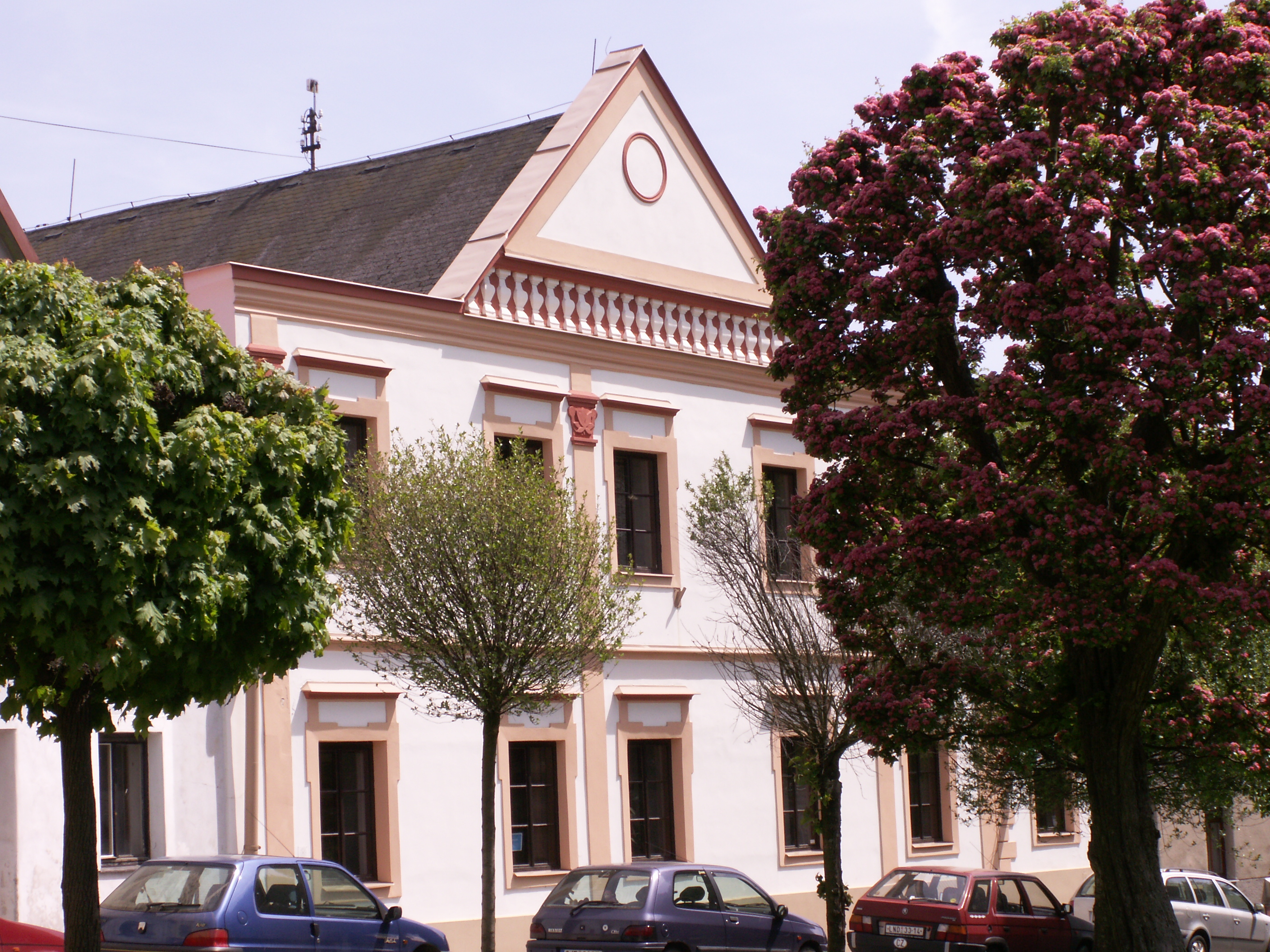
Kurfürstův dům, v němž sídlí informační centrum

Kulturní pořady se ve městě uskutečňují v kulturním domě, jenž je situován v Husově ulici. V budově se nachází sál s kapacitou 333 míst k sezení, ve kterém probíhají jak divadelní představení, tak se zde promítají i filmy. Svá představení zde hraje také amatérské Loutkové divadlo Přibyslav, které vzniklo již roku 1923. Při kinu, které během jara roku 2012 prošlo digitalizací, funguje filmový klub.
Čtenářům je nepřetržitě od roku 1896 k dispozici knihovna. K roku 2011 disponovala celkem 25 900 knihovními jednotkami, které jsou od roku 1998 evidovány v elektronickém katalogu LANius. Od téhož roku je návštěvníkům umožněn přístup na internet.
Zájemci o historii města a jeho okolí mohou navštívit místní Městské muzeum, které sídlí v Kurfürstově domě na Bechyňově náměstí. Ve stejném objektu sídlí též informační středisko nabízející průvodcovské služby a prodávající též upomínkové předměty na návštěvu města. Turisté zde mohou zakoupit také publikace či turistické známky vztahující se k městu.
Základní škola ve spolupráci s Kulturním zařízením města Přibyslavi pořádá od roku 2005 v místní sportovní hale taneční soutěž „Přibyslavský pantoflíček“. Účastní se ho nejen oddíly ze sousedních měst a obcí, ale také třeba až z Ostravy.
Místní římskokatolická farnost pořádá hudební festival Přibyslavské Nocturno.

### Sport
Město Přibyslav protínají čtyři značené cyklotrasy, z toho dvě II. třídy a dvě IV. třídy. Cyklotrasa číslo 16 začíná v Hlinsku a pokračuje přes Jihlavu a Telč do Slavonic. Cyklotrasa číslo 19 vychází z Lísku a pokračuje dál směrem na Nové Město na Moravě přes Žďár nad Sázavou a Havlíčkův Brod do Zruče. Cyklotrasa IV. třídy číslo 4335 začíná v Dobroníně, protíná Šlapanov a pokračuje dál do Přibyslavi, kde i končí. Poslední čtvrtá trasa číslo 4122 začíná ve městě Přibyslav pokračuje do Krucemburku a dál do Dědové, Vrbatova Kostelece, Chrástu, Hrochova Týnce, Dvakačovic a končí v Dašicích. Z města vede též neočíslovaná značená Cyklostezka Přibyslav–Sázava po staré železniční trati. Tato stezka je dlouhá téměř 9 km a po celé délce kopíruje řeku Sázavu. Stezka je využívána mimo cyklistiku i na inline bruslení či pěší chůzi. V zimním období mívá udržované stopy pro běžecké lyžování.
V roce 2006 byla ve městě otevřena pro pěší návštěvníky Naučná stezka Romana Podrázského. Pojmenována je po akademickém sochaři Romanu Podrázském. Její celková délka je cca 2,5 km a nachází se na ní 12 zastavení. Trasa začíná u vlakového nádraží v Přibyslavi a končí na okraji Jablonského žlabu.
Město Přibyslav zároveň provozuje multifunkční sportovní halu, venkovní koupaliště a venkovní sportoviště. Stejně tak pod správu města spadá i dětské hřiště s venkovním workout zařízením. Dále v katastru obce spolek Sokol spravuje fotbalový stadion a přiléhající "sokolovnu".

## Pamětihodnosti
Na základě vyhlášky Krajského národního výboru Východočeského kraje ze 17. ledna 1990 se stalo historické centrum Přibyslavi městskou památkovou zónou.

### Kostel a okolí

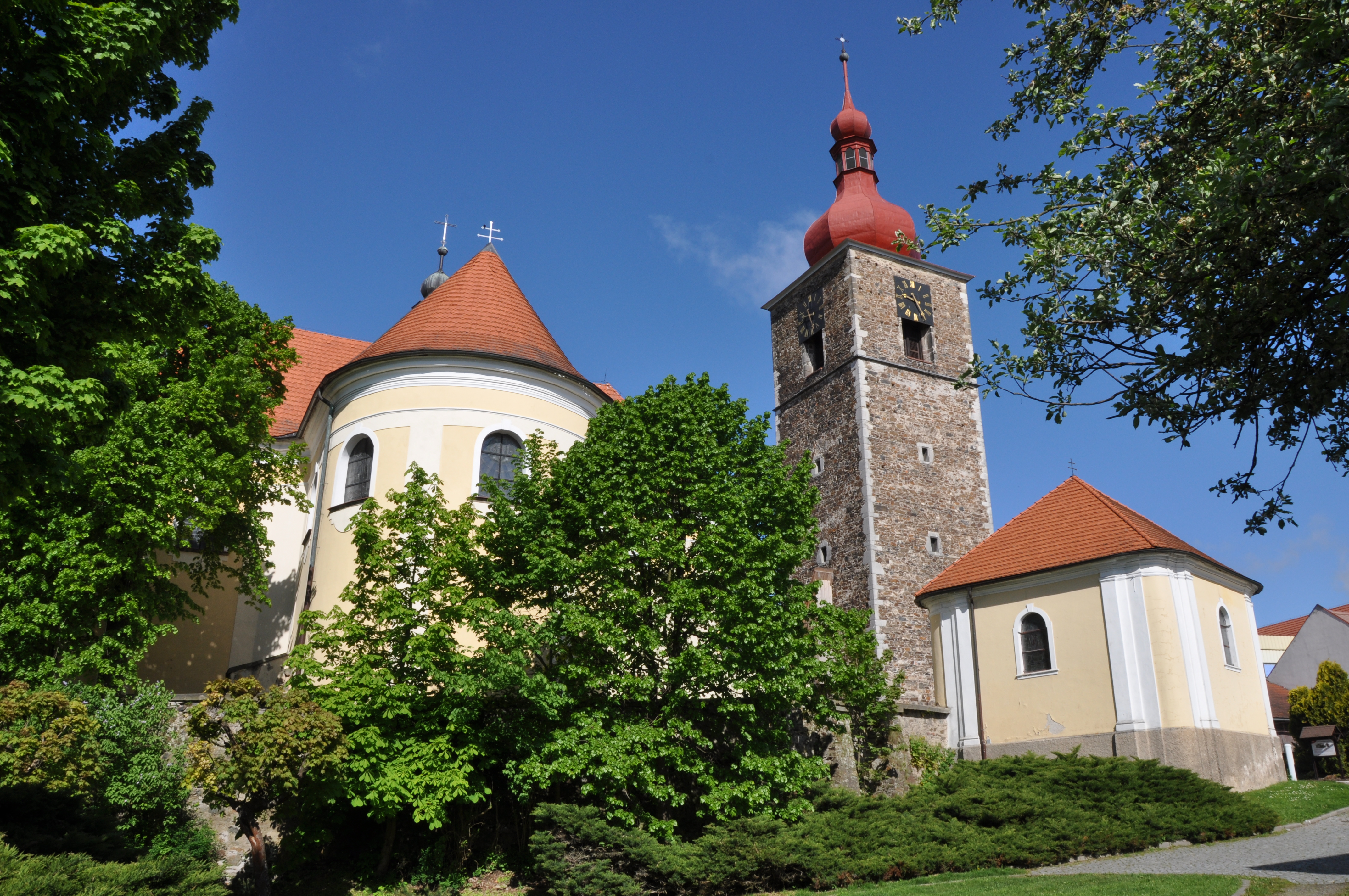
Barokní kostel s gotickou věží

K místním pamětihodnostem se řadí Kostel Narození sv. Jana Křtitele, což je barokní kostel, který se v roce 1750 rozhodl majitel panství Karel Maxmilián z Ditrichštejna postavit na místě původního menšího kostela. Základní kámen byl položen 1. dubna téhož roku a slavnostně vysvěcen byl kostel v roce 1753. Při ničivém požáru v roce 1767 byla zničena celá střecha. Nová byla vztyčena ještě v témže roce, ale nové vysvěcení proběhlo až v roce 1853. V blízkosti kostela býval hřbitov, z kterého se dochovaly některé pomníky roztroušené kolem kostela. Po levé straně od vstupu do kostela stojí gotická věž z roku 1497. Svého času věž patřila k původnímu hradnímu opevnění. Během husitských válek byla silně poškozena i s celým obranným opevněním. Věž je viditelnou dominantou města a bývá příležitostně přístupná. Nejstarší dochovanou památkou města Přibyslavi z dob dobývání stříbrné rudy je středověká štola, která i s odbočkami měří 118 metrů. Štola začíná pod farou a pokračuje 80 metrů severním směrem. Neexistuje žádný dokument o účelu této štoly. Předpokládalo se, že je to pozůstatek po těžbě stříbra, ale dnes spíše převládá názor, že štola sloužila jako úniková cesta z města. .

### Starý špitál
Starý špitál v Přibyslavi nechal v roce 1692 vystavět kníže Ferdinand z Ditrichštejna. Stalo se tak na žádost přibyslavských konšelů, neboť město se po třicetileté válce jen s velkými obtížemi zvládalo starat o chudé, které válka připravila o domov. Město z tohoto důvodu pro stavbu poskytlo pozemek. Na štítě špitálu, který byl v dané době chápán spíše jako chudobinec než jako nemocnice, je proto dodnes zobrazen znak Ditrichštejnů. Svou funkci plnil zhruba 250 let. V nedávné historii sídlo sloužilo jako městské muzeum. Dnes se z bývalého špitálu staly prostory sloužící pro pořádání výstav a koncertů.

### Přibyslavský zámek

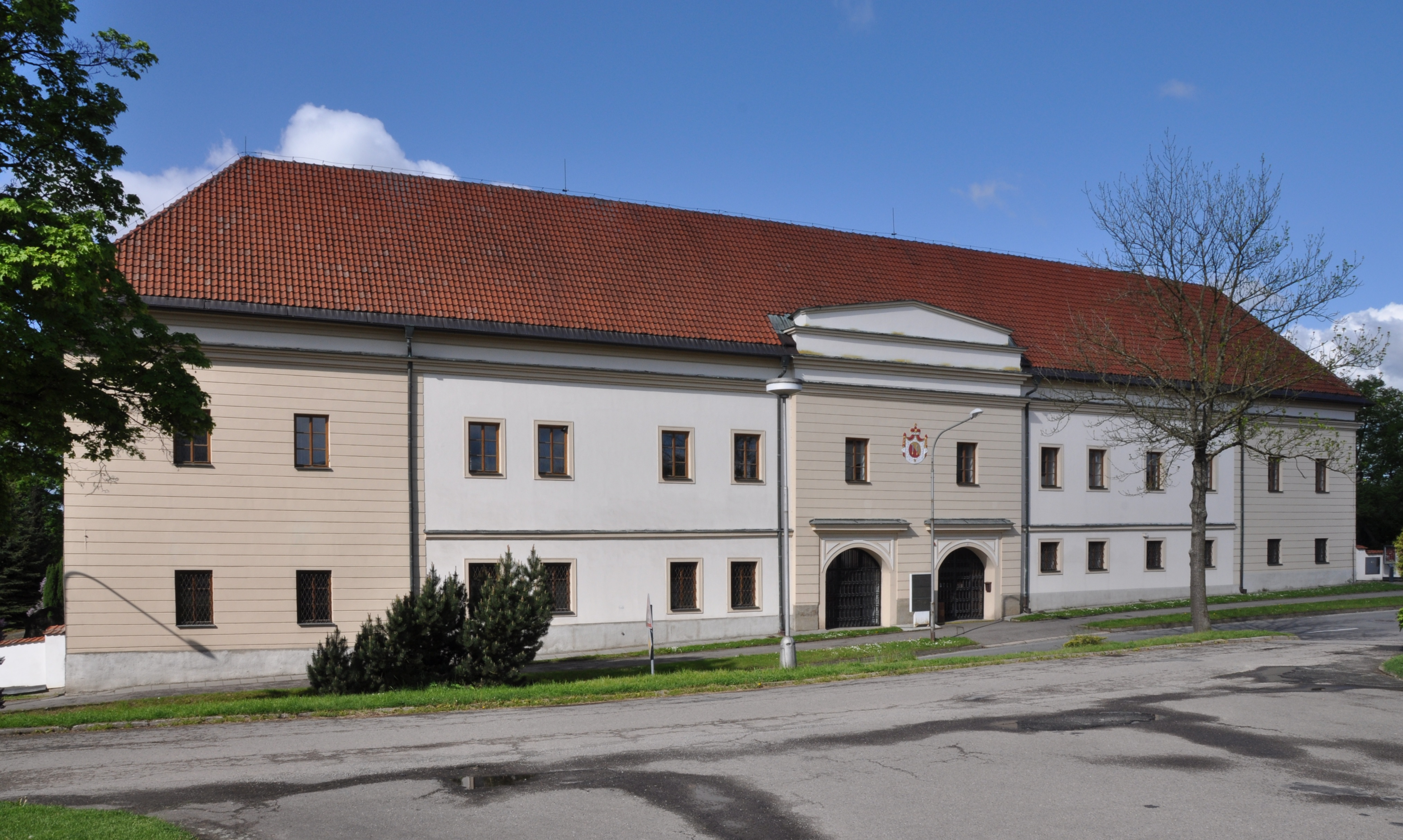
Zámek Přibyslav (2014)

Přibyslavský zámek nechal kolem roku 1560 vystavět Zachariáš z Hradce na místě starého hospodářského dvora, který náležel k dnes již zaniklému hradu. Původně vznikl jako lovecký zámeček a letní sídlo ve stylu italské renesance. Jeho obdélníková budova dnes tvoří zadní, jižní trakt čtyřkřídlého zámeckého areálu. Stavitelé nejspíš využili původní sklepení panského dvora, neboť v jihozápadním nároží zůstala dochována gotická křížová klenba na dvou kamenných sloupech. V dveřním ostění místnosti je také zachován erb pánů z Hradce s letopočtem 1565. Pod zámkem byla v roce 1957 umístěna 290 cm vysoká jezdecká socha Jana Žižky.
V zámku je Hasičské muzeum.

### Kurfürstův dům
Měšťanský dům na Bechyňovo náměstí 45, kulturní památka ČR. V domě je umístěno Městské muzeum Přibyslav.
V zaklenuté prohlubni zdi na nádvoří Kurfürstova domu je od 15. listopadu 2019 umístěn bronzový kříž – Památník obětem komunismu města Přibyslav. Autorem je akademický sochař Roman Podrázský, přibyslavský rodák. Vlastnil jej jeho přítel, též přibyslavský rodák, františkán P. Michal František Pometlo OFM. Tento kvardián pražského konventu u P. Marie Sněžné bronzový odlitek kříže před svou smrtí[kdy?] městu Přibyslav věnoval. Autorem myšlenky využít prázdnou niku pro tento památník byl starosta města Martin Kamarád. Památník je třetím dílem na nádvoří Kurfürstova domu.

### Ostatní
- Pamětní deska Marii a Josefu Kovalovým na hřbitově[111]

## Osobnosti
S městem jsou spjaty tyto osobnosti:
- Hynce Ptáček z Pirkštejna († 1444), majitel polensko-přibyslavského panství
- Ferdinand z Ditrichštejna (1636–1698), majitel polensko-přibyslavského panství
- Karel Maxmilián z Ditrichštejna (1702–1784), majitel přibyslavského panství, stavitel kostela
- František Josef z Ditrichštejna (1767–1854), majitel přibyslavského panství
- Augustin Bedřich Čepl (1820–1891), kupec, přibyslavský mecenáš a starosta města
- František Niklfeld (1841–1915), politik, starosta města, poslanec zemského sněmu[112][113]
- Jan Otto (1841–1916), nakladatel[114] a od roku 1912 čestný občan města[115]
- Josef Reinsberg, (1844–1930), lékař, poslanec, profesor, děkan a rektor
- František Malinský (1850–1926), podnikatel, zakladatel společnosti Amylon, politik
- Jan Bechyně (1866–1960), člen Muzejního spolku, autor dokumentárních fotografií Přibyslavi
- František Půža (1872–1932), lékař a autor děl o dějinách Přibyslavska
- Rudolf Ludmila (1872–1953), kreslíř, malíř a učitel
- Theodor Bohumír Pařík (1881–1961), profesor hudby, hudební skladatel a houslista
- František Němec (1882–1918), sochař
- Františka Kolářová-Vlčková (1883–1956), spisovatelka a profesorka
- Stanislav Bechyně (1887–1973), konstruktér a pedagog
- Vojtěch Luža (1891–1944), armádní generál, odbojář, zabit při přestřelce v Přibyslavi
- Adolf Švec (1893–1942), agronom, starosta sokolské jednoty v Přibyslavi
- Jan Filip (1911–1971), teolog, spisovatel a esperantista
- Jan Bechyně (1920–1973), entomolog
- Miroslav Řepiský (1924–2011), právník a organizátor hasičského hnutí
- Karel Pátek (1927–1967), fyzik a spolutvůrce prvního československého laseru
- Jaromír Málek (1943–2023), egyptolog[116]
- Roman Podrázský (1943–2001), akademický sochař a starosta města[117]
- Hana Orgoníková (1946–2014), poslankyně
- Pavel Jajtner (* 1947), starosta města, místopředseda Federálního shromáždění ČSFR, velvyslanec v Rakousku, Maroku a při Svatém stolci
- Jan Štefáček (* 1950), pedagog a někdejší starosta Přibyslavi
- Zdeněk Kubeš (* 1964), teolog a kněz v Přibyslavi

## Partnerská města
- Mook en Middelaar, Nizozemsko[118] (smlouva podepsána 26. března 1994[119])
- Sliač, Slovensko[120] (smlouva podepsána 25. června 2004[121])

V roce 2007 zastupitelstvo uvažovalo o navázání partnerské spolupráce i s německým městem Büdelsdorf. K tomu však nakonec nedošlo.